# Universität Bielefeld

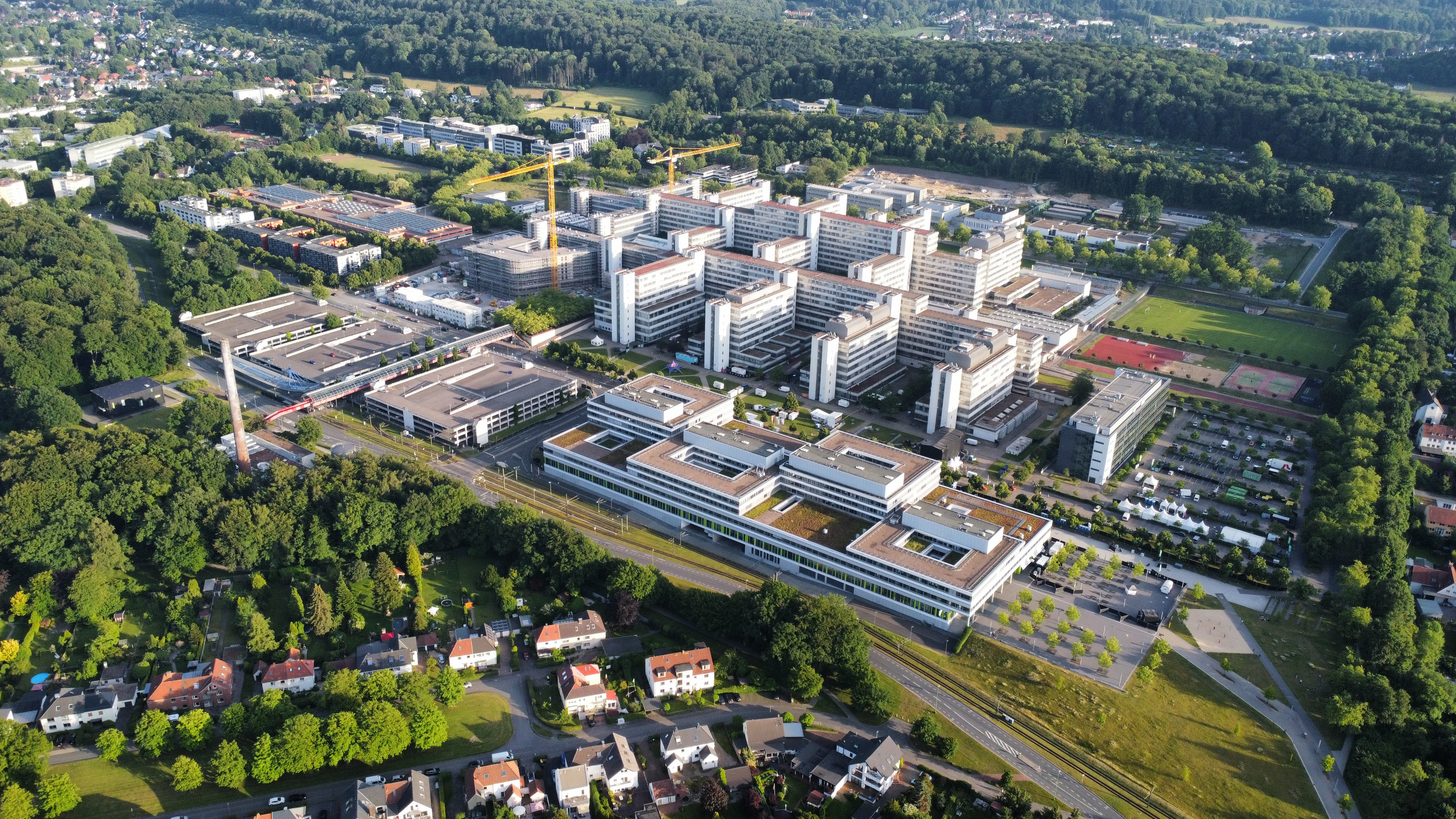
Luftaufnahme der Universität Bielefeld von Juni 2022

Die Universität Bielefeld ist eine 1969 gegründete deutsche Campus-Universität in Nordrhein-Westfalen und die größte Forschungseinrichtung in der Region Ostwestfalen-Lippe. 

## Überblick
Die Universität Bielefeld ist mit knapp 25.000 Studierenden (im Wintersemester 2022/23) die größte der sechs Bielefelder Hochschulen. Unter den staatlichen Universitäten in Westfalen liegt sie in Bezug auf Mittel der Deutschen Forschungsgemeinschaft pro Professor auf dem zweiten Platz. Im internationalen THE-Ranking belegte die Universität Bielefeld 2019 den 166. Platz von 1400 Universitäten weltweit. Außerdem war sie unter den Top 20 der jungen Universitäten weltweit. Im Uni-Ranking des Magazins Focus vom September 2005 belegte die Universität Bielefeld den 10. von insgesamt 86 Plätzen. In den Fachbereichen Erziehungswissenschaft und Soziologie belegte sie den ersten Platz.
Da die Universität eine der wenigen Hochschulen ist, die fast alle Fakultäten unter einem Dach vereint, gilt sie als die „Universität der kurzen Wege“.

## Forschung
Das Forschungsprofil der Universität Bielefeld gliedert sich in vier thematische Forschungsschwerpunkte: The Changing World, The Material World, The Mathematical World, The Socio-Technical World. Alle Forschungsschwerpunkte beziehen verschiedene Fakultäten und wissenschaftliche Einrichtungen ein und realisieren Forschungsprojekte in Verbundforschung ebenso wie über Drittmitteleinzelförderung.
The Changing World beleuchtet komplexe Prozesse individueller und gesellschaftlicher Dynamik sowie soziale Interaktionen und Institutionen insbesondere unter den Bedingungen von Unsicherheit.
The Material World untersucht Strukturen und Prozesse an den Schnittstellen von Physik, Chemie, Biologie und Bioinformatik, von Molekülen und Nanoschichten über biologische Zellen bis zu Kosmologie und Teilchenphysik.
The Mathematical World zielt auf die Entwicklung grundlegender Konzepte und Theorien in der Mathematik und deren Anwendung zur Lösung lange offener Probleme in den Wirtschafts- und Naturwissenschaften.
The Socio-Technical World erforscht Fähigkeiten und Mechanismen, die es Agenten wie Menschen, Robotern und KI ermöglichen, alleine oder gemeinsam in komplexen Umgebungen zu agieren, zu kommunizieren und zu lernen.

### Sonderforschungsbereiche und Transregios
An der Universität gibt und gab es mehrere von der Deutschen Forschungsgemeinschaft geförderte Sonderforschungsbereiche (SFB) und Transregio-Programme (TRR), das heißt langfristige Forschungsprojekte, bei denen Wissenschaftler aus mehreren Arbeitsgruppen und Disziplinen zusammenarbeiten, um neue Erkenntnisse zu einem eingegrenzten Thema zu erlangen.
Sonderforschungsbereiche und Transregios sind (Stand 2025):
| SFB 1283 | Taming uncertainty and profiting from randomness and low regularity in analysis, stochastics and their applications (seit 2017) | Taming uncertainty and profiting from randomness and low regularity in analysis, stochastics and their applications (seit 2017)                                                                          |
| SFB 1283 | Sprecher: | Sebastian Herr |
| SFB 1283 | Beteiligt: | Fakultät für Mathematik Fakultät für Physik Technische Fakultät Institut für Mathematische Wirtschaftsforschung                                                                                          |
| SFB 1288 | Praktiken des Vergleichens. Die Welt ordnen und verändern (seit 2017)                                                           | Praktiken des Vergleichens. Die Welt ordnen und verändern (seit 2017) |
| SFB 1288 | Sprecherin: | Antje Flüchter |
| SFB 1288 | Beteiligt: | Fakultät für Geschichtswissenschaft und Philosophie Fakultät für Linguistik und Literaturwissenschaft Fakultät für Rechtswissenschaft Fakultät für Soziologie                                            |
| SFB 1646 | Sprachliche Kreativität in der Kommunikation (seit 2024)                                                                        | Sprachliche Kreativität in der Kommunikation (seit 2024) |
| SFB 1646 | Sprecher: | Ralf Vogel |
| SFB 1646 | Beteiligt: | Fakultät für Linguistik und Literaturwissenschaft Fakultät für Geschichtswissenschaft und Philosophie Technische Fakultät Fakultät für Psychologie und Sportwissenschaft Fakultät für Rechtswissenschaft |

| TRR 211 | Stark wechselwirkende Materie unter extremen Bedingungen (seit 2017; in Kooperation mit der TU Darmstadt und Goethe-Universität Frankfurt)                                                                       | Stark wechselwirkende Materie unter extremen Bedingungen (seit 2017; in Kooperation mit der TU Darmstadt und Goethe-Universität Frankfurt)                                                                       |
| TRR 211 | Sprecher: | Guy D. Moore (TU Darmstadt) |
| TRR 211 | Beteiligt: | Fakultät für Physik |
| TRR 212 | Eine neue Synthese zur Individualisation für die Verhaltensforschung, Ökologie und Evolution: Nischenwahl, Nischenkonformität, Nischenkonstruktion (NC3) (seit 2018; in Kooperation mit der Universität Münster) | Eine neue Synthese zur Individualisation für die Verhaltensforschung, Ökologie und Evolution: Nischenwahl, Nischenkonformität, Nischenkonstruktion (NC3) (seit 2018; in Kooperation mit der Universität Münster) |
| TRR 212 | Sprecher: | Oliver Krüger (Universität Bielefeld) |
| TRR 212 | Beteiligt: | Fakultät für Biologie Fakultät für Geschichtswissenschaft, Philosophie und Theologie Fakultät für Wirtschaftswissenschaften                                                                                      |
| TRR 318 | Constructing Explainability (seit 2021; in Kooperation mit der Universität Paderborn) | Constructing Explainability (seit 2021; in Kooperation mit der Universität Paderborn) |
| TRR 318 | Sprecherin: | Katharina Rohlfing (Universität Paderborn) |
| TRR 318 | Beteiligt: | Fakultät für Linguistik und Literaturwissenschaft Fakultät für Psychologie und Sportwissenschaft Fakultät für Soziologie Medizinische Fakultät Technische Fakultät                                               |
| TRR358  | Integral Structures in Geometry and Representation Theory | Integral Structures in Geometry and Representation Theory |
| TRR358  | Sprecher: | Kai-Uwe Bux |
| TRR358  | Beteiligt: | Universität Bielefeld, Universität Paderborn |

### Abgeschlossene Sonderforschungsbereiche
- SFB 177: Sozialgeschichte des neuzeitlichen Bürgertums
- SFB 216: Polarisation und Korrelation in atomaren Stoßkomplexen
- SFB 223: Pathomechanismen zellulärer Wechselwirkungen
- SFB 227: Prävention und Intervention im Kindes- und Jugendalter
- SFB 343: Diskrete Strukturen in der Mathematik
- SFB 360: Situierte künstliche Kommunikatoren
- SFB 549: Prozessierung und Signalwirkung extrazellulärer Makromoleküle
- SFB 584: Das Politische als Kommunikationsraum in der Geschichte
- SFB 613: Physik von Einzelmolekülprozessen und molekularer Erkennung in organischen Systemen
- SFB 673: Alignment in Communication
- SFB 686: Modellbasierte Regelung der homogenisierten Niedertemperatur-Verbrennung
- SFB 701: Spektrale Strukturen und Topologische Methoden in der Mathematik
- SFB 882: Von Heterogenitäten zu Ungleichheiten

### Forschungsinformationssystem
Seit 2023 betreibt die Universität das Forschungsinformationssystem FIS, von außen einsehbar und durchsuchbar über das FIS-Portal. Bei dem FIS handelt es sich um eine Datenbank, mit der sich Interessierte einen Überblick über die Forschungslandschaft der Universität Bielefeld verschaffen oder ganz gezielt nach Stichwörtern, Personen, Publikationen usw. suchen können.

## Studium und Lehre
Im Jahr 2002 führte die Universität Bielefeld als eine der ersten beiden Universitäten Deutschlands den Bachelor und Master ein. Hintergrund dafür war der sogenannte Bologna-Prozess, zu dessen Abschluss im Jahr 1999 in der italienischen Stadt Bologna 29 europäische Staaten eine Erklärung unterzeichneten, mit der sie sich zu einer transnationalen Reform des Hochschulsystems verpflichteten. Bis 2010 wurde das Bachelor-Master-System für fast alle Studienfächer an der Universität Bielefeld eingeführt.

### Das Bielefelder Studienmodell
Das Bielefelder Studienmodell bildet den Rahmen für nahezu das gesamte Studienangebot der Universität Bielefeld, ausgenommen das Staatsexamen-Studium der Rechtswissenschaft (Jura), Promotions- und Weiterbildungsangebote. Es besteht ein einheitliches Grundverständnis und eine einheitliche Struktur in Fragen der Modularisierung, der Ausgestaltung von Prüfungsverfahren, der Vergabe von Leistungspunkten und in vielen weiteren Aspekten in der Organisation des Studiums. Es gibt für die Bachelor- und Masterstudiengänge sowie für den Staatsexamen-Studiengang Medizin gemeinsame prüfungsrechtliche Rahmenregelungen. Diese Rahmenregelungen bilden das Dach für die darunterliegenden Rahmenprüfungsordnungen BPO (Prüfungs- und Studienordnung für das Bachelorstudium), MPO fachwissenschaftlich (Prüfungs- und Studienordnung für das Masterstudium), MPO Ed. (Prüfungs- und Studienordnung für das Master of Education Studium) und die Studien- und Prüfungsordnung Medizin. Die spezifischen Regelungen für ein einzelnes Fach und das Curriculum sind auf einer dritten Ebene festgelegt. Für Bachelor- und Master-Studienangebote heißen diese rechtlich gültigen Ordnungen Fächerspezifische Bestimmungen (FsB) und im Staatsexamen-Studium Studien- und Prüfungsordnung.
Die Vorteile des Bielefelder Studienmodells im Bachelorbereich sind die Integration der Lehrer- und Lehrerinnenausbildung, zahlreiche Kombinationsmöglichkeiten der Fächer, eine Durchlässigkeit zwischen den verschiedenen Studienmöglichkeiten (Studiengangstypen) aufgrund einheitlicher Modulgrößen und deren polyvalenter Verwendung sowie die Chance zu individueller Profilierung.
Mit dem sogenannten „Bachelor-Baukasten“ lässt sich aus verschiedenen Studienfächern das individuelle Studium konfigurieren. Insgesamt bietet die Universität Bielefeld über 1.000 verschiedene Studienoptionen mit mehr als 600 Kombinationsmöglichkeiten an.

### Leitbild für die Lehre
Die Universität Bielefeld bekennt sich zu einem Leitbild für die Lehre, in dem Grundsätze guter Lehre definiert sind. Diese umfassen neben fachwissenschaftlicher und didaktischer Qualität sowie Forschungs- und Berufsfeldorientierung auch Aspekte wie Digitalisierung, persönliche Profilbildung und Persönlichkeitsentwicklung, Nachhaltigkeit, die Würdigung von Vielfalt, Internationalisierung, Geschlechtergerechtigkeit und den Leitgedanken der Interdisziplinarität.
Ergänzt wird das Leitbild für die Lehre von einem Living Document, das gemeinsam von Lehrenden und Studierenden unter Einbeziehung aller Fakultäten und Fachschaften entwickelt wurde und regelmäßig diskutiert und aktualisiert wird.

### Digitale Lehre
Die Universität Bielefeld hatte bereits im Jahr 2018 mit einem Strategieprozess zu Studium und Lehre im digitalen Wandel begonnen. Die Covid-19-Pandemie und die damit einhergehenden Schutzmaßnahmen für die Bevölkerung sahen unter anderem auch drastische Einschränkungen in der Präsenzlehre von Universitäten vor, so dass dieser Prozess massiv beschleunigt wurde. Im Wintersemester 2020/21 wurde nahezu die gesamte Lehre, einschließlich der Prüfungen, in den digitalen Raum verlegt. Für die digitale Lehre wurden neue Lehrkonzepte entwickelt, die synchrone und asynchrone Lehrmethoden, digitale und hybride (d. h. Teilnahme sowohl in Präsenz als auch digital möglich) Formate einführten.
Nach dem Auslaufen aller Schutzmaßnahmen ist die Universität wieder überwiegend zur Präsenzlehre zurückgekehrt, jedoch wird diese durch digitale Lehranteile angereichert.

### Systemakkreditierung
Die Universität Bielefeld ist seit November 2021 systemakkreditiert. Dies bedeutet, dass das Qualitätsmanagementsystem Studium und Lehre der Universität Bielefeld geeignet ist, das Erreichen der Qualifikationsziele und die Qualitätsstandards der Studiengänge und Studiengangsvarianten zu gewährleisten. Die Universität Bielefeld trägt daher das Qualitätssiegel der Stiftung Akkreditierungsrat „System akkreditiert“. Die Systemakkreditierung ist befristet auf 8 Jahre und gilt bis zum 30. September 2029.

### Auseinandersetzung um Studiengebühren 2006–2011
Auf der Grundlage des nordrhein-westfälischen „Studienbeitragsgesetzes“ (Gesetz zur Sicherung der Finanzierungsgerechtigkeit im Hochschulwesen, HFGG) vom 16. März 2006 beschloss der Senat der Universität am 12. Juli 2006 eine Studienbeitragssatzung, in der die Studienbeiträge nach Länge des bereits absolvierten Studiums gestaffelt waren. Die unterschiedliche Höhe der Studienbeiträge verstieß jedoch nach einem Urteil des Verwaltungsgerichts Minden vom 1. Juni 2007 gegen den im Artikel 3 des Grundgesetzes festgelegten Gleichheitsgrundsatz. Daher wurde am 4. Juli 2007 eine neue Übergangs-Studienbeitragssatzung (10. Juli 2007) verabschiedet. Danach wurden grundsätzlich Studienbeiträge in Höhe von 350 Euro für alle Studenten ab dem Wintersemester 2007/08 bis einschließlich Sommersemester 2009 erhoben. In der Sitzung am 4. Februar 2009 hat der Senat der Universität die Höhe der Studienbeiträge von 350 Euro bestätigt, sodass ab dem Wintersemester 09/10 diese Regelung unbefristet galt.
Als an der Universität zum Wintersemester 2006/07 Studienbeiträge eingeführt werden sollten, protestierten zahlreiche Studenten und besetzten das Rektorat und die Unihalle jeweils für einen Monat. Zahlreiche Gruppen und Privatpersonen, z. B. Konstantin Wecker, zeigten sich daraufhin solidarisch mit den protestierenden Studenten. Auch kam es zu Protestaktionen wie einer Wanderausstellung, die an der Universität Paderborn startete und über Bielefeld nach Münster weitergeleitet wurde. Die Besetzung war allerdings auch unter den Studenten umstritten: Viele von ihnen teilten zwar die ablehnende Haltung der Besetzer gegenüber Studiengebühren, zweifelten aber angesichts der universitären Strukturen an der Wirksamkeit der Besetzung. Bei einer durch den AStA und das StuPa durchgeführten Urabstimmung votierten ca. 94 Prozent gegen die Einführung von Studiengebühren an der Bielefelder Universität und gaben somit den verantwortlichen Studenten Rückendeckung. Die Wahlbeteiligung betrug 22,4 Prozent. Dies sind etwa 10 Prozentpunkte mehr als bei den jährlichen Wahlen zum Studierendenparlament.
Im Juli 2006 stürmten Studenten die Senatssitzung zur formellen Beschließung der Studienbeiträge, dabei wurde einem Mitarbeiter des Sicherheitsdienstes ein Generalschlüssel zum Uni-Hauptgebäude gestohlen. Die Studenten sollten durch mehrere „Ringe“ des Sicherheitsdienstes gehindert werden, an der öffentlichen Sitzung teilzunehmen. In den Wochen nach der Senatssitzung wurden unter mutmaßlicher Verwendung des Generalschlüssels neben anderen Straftaten mehrfach Toiletten im Universitätsgebäude und der Privatwagen des Rektors Dieter Timmermann durch Brandstiftung beschädigt sowie Büros und Fassaden der Privatwohnungen von Professoren mit Fäkalien beschmiert – die Polizei ermittelte unter anderem auch gegen einen Mitarbeiter des Prodiac-Sicherheitsdienstes der Universität. Der Diebstahl des Generalschlüssels hatte Kosten von mehreren Hunderttausend Euro zur Folge, da das Schließsystem teilweise ausgetauscht werden musste.
Nach Ablösung von Ministerpräsident Jürgen Rüttgers durch Hannelore Kraft infolge der Landtagswahl 2012 beschloss der Landtag am 24. Februar 2011 mit den Stimmen der SPD, Grünen und Linken, die Studiengebühren abzuschaffen und dies durch Zuweisung von Mitteln aus dem Landeshaushalt an die Hochschulen zu kompensieren. Seit dem Wintersemester 2011/2012 werden daher auch an der Universität Bielefeld keine Studiengebühren mehr erhoben.

## Fakultäten
Fakultät für Rechtswissenschaft

Siegel der Universität Bielefeld

Als erste Fakultät wurde am 28. Juni 1969 die Fakultät für Rechtswissenschaft gegründet. Gründungsdekan war Jochen A. Frowein.
Die Fakultät für Rechtswissenschaft entwickelte und führte das Reformmodell der einstufigen Juristenausbildung im Wintersemester 1973/74 ein („Bielefelder Modell“), das als wegweisend und aufgrund der Praxisorientierung sehr anerkannt war. Mit einer Änderung von § 5d DRiG wurde 1984 die zweistufige Juristenausbildung wieder verbindlich bundesweit vorgeschrieben, und die teilweise in den Ländern stark abweichenden einstufigen Reformausbildungen mussten auslaufen.
Prominente Vertreter der Fakultät waren u. a. der spätere Bundesinnenminister Werner Maihofer sowie fünf spätere Bundesverfassungsrichter: Dieter Grimm, Ernst-Wolfgang Böckenförde, Udo Steiner, der frühere Präsident des Bundesverfassungsgerichts Hans-Jürgen Papier und Gertrude Lübbe-Wolff.
An der Fakultät sind 27 Lehrstühle angesiedelt, es studieren dort (Stand 2025) 4.000 Studenten, davon 3.600 im Hauptfach. Zur Durchführung ihrer Forschungsaufgaben ist die Fakultät in verschiedenen Instituten und Zentren organisiert, welche die Forschungsschwerpunkte widerspiegeln.
Fakultät für Chemie
Der Bielefelder Chemiker Achim Müller erhielt 2012 für seine Forschungen mit dem „Advanced Grants“ des Europäischen Forschungsrates einen der weltweit wichtigsten Forschungspreise für seine Arbeiten im Bereich künstlich erzeugter radförmiger Riesenmoleküle.
Fakultät für Erziehungswissenschaft
An die Fakultät für Erziehungswissenschaft sind die von Hartmut von Hentig gegründeten Versuchsschulen Oberstufen-Kolleg und Laborschule angeschlossen.
Fakultät für Geschichtswissenschaft, Philosophie und Theologie
Die Geschichtswissenschaft in Bielefeld hat ebenfalls Weltruf, nicht zuletzt durch die von Hans-Ulrich Wehler und Jürgen Kocka mitbegründete „Bielefelder Schule“ der Sozialgeschichte. Ebenso ist hier Reinhart Koselleck zu nennen, der zu den bekanntesten Geschichtswissenschaftlern im Nachkriegsdeutschland gehörte.
Die philosophische Abteilung zählt mit dem Schwerpunkt Analytische Philosophie und bekannten Dozenten (wie Beckermann, von Savigny, Bittner, Carrier und Wolff) zu den bundesweit bedeutsamsten.
Fakultät für Gesundheitswissenschaften
Die 1994 gegründete erste eigenständige Fakultät für Gesundheitswissenschaften in Deutschland ist nach dem Vorbild amerikanischer „professional schools“ aufgebaut. Sie strebt eine interdisziplinäre Arbeitsweise an und legt ihre Betonung auf berufsverwertbare Grundlagenforschung. Fakultät für Gesundheitswissenschaften / Public Health gehört zu den größten Einrichtungen dieses Fachgebiets in Deutschland. Die Mitglieder der Fakultät sind in zahlreichen Ausschüssen und Kommissionen auf Bundeseben aktiv. Sie stellt u. a. mit Wolfgang Greiner ein Mitglied im Sachverständigenrat zur Begutachtung der Entwicklung im Gesundheitswesen.
Angegliedert ist auch das Centre for ePublic Health Research. Die Forschungseinrichtung befasst sich mit der Entwicklung, der Erprobung und der Anwendung von Informations- und Kommunikationstechnologien in Gesundheitsförderung, Prävention und pflegerischer sowie medizinischer Versorgung.
Fakultät für Mathematik
An der mathematischen Fakultät waren mit Bernd Fischer, Friedhelm Waldhausen und Rudolf Ahlswede drei der weltweit herausragenden Vertreter ihrer Spezialdisziplinen (Gruppentheorie, Algebraische Topologie bzw. Informationstheorie) tätig. Reinhard Selten arbeitete am Institut für Mathematische Wirtschaftsforschung und hat die interdisziplinäre Ausrichtung zur Zusammenarbeit mit Biologen und Mathematikern genutzt, um seine spieltheoretischen Arbeiten voranzutreiben. Im Jahre 1994 erhielt Selten den Alfred-Nobel-Gedächtnispreis für Wirtschaftswissenschaften. Ebenfalls an der Fakultät für Mathematik ist der Leibnizpreisträger Thomas Zink tätig.
Fakultät für Wirtschaftswissenschaften
In der Fakultät für Wirtschaftswissenschaften sind neben wirtschaftsbasierten Arbeitsgruppen auch das Zentrum für Statistik sowie die Bielefeld Graduate School of Economics and Management (BiGSEM).
Fakultät für Soziologie
An der Universität existiert seit 1969 die bundesweit erste und bislang einzige Fakultät für Soziologie. Sie ist in der deutschen Hochschullandschaft eine einzigartige Einrichtung, denn an keiner anderen Universität verfügt das Fach Soziologie über die institutionelle Autonomie einer Fakultät. Die Bielefelder Fakultät für Soziologie stellt eine der größten wissenschaftlichen Institutionen des Faches in Europa dar.
Technische Fakultät
Außerdem ist die Technische Fakultät zu nennen, welche sich zum Beispiel durch die Arbeitsgruppe „Wissensbasierte Systeme“ um Ipke Wachsmuth oder die AG Neuroinformatik um Helge Ritter, der unter anderem 2001 den Leibniz-Preis erhielt, auszeichnet. Das 2007 gegründete CoR-Lab (Cognition and Robotics) bekam nicht nur als erste universitäre Forschungseinrichtung Europas von der Firma Honda zwei ASIMO-Roboter zur Verfügung gestellt, sondern fördert auch junge Wissenschaftler mit einer Graduate School im Bereich Cognition and Robotics.
Medizinische Fakultät OWL
Die Medizinische Fakultät OWL an der Universität Bielefeld wurde als letzte Fakultät der Universität Bielefeld im Oktober 2018 errichtet. Gründungsdekanin war Claudia Hornberg.
Die Fakultät hat zum Wintersemester 2021/22 den Lehrbetrieb mit 60 Studierenden im Modellstudiengang Medizin aufgenommen; ab 2025 sollen jährlich 300 Studierende dort studieren können.
Im Modellstudiengang Medizin werden grundlagenwissenschaftliche und klinische Ausbildungsinhalte vom ersten Semester an miteinander vernetzt. Im frühzeitigen Kontakt mit Patientinnen und Patienten sollen den Studierenden praktische Fertigkeiten und kommunikative Skills vermittelt werden. Ein wesentlicher Schwerpunkt ist die ambulante und hausärztliche Versorgung.
Die Universität betreibt keine eigene Universitätsklinik. Sie kooperiert stattdessen mit ausgewählten Fachkliniken der drei Krankenhausträger der Region, die gemeinsam das „Universitätsklinikum OWL der Universität Bielefeld“ bilden: Evangelisches Klinikum Bethel, Klinikum Bielefeld und Klinikum Lippe.
Eingestellte Studienfächer
In den letzten Jahren wurden die Studiengänge Katholische Theologie, Romanistik, Osteuropastudien und Geographie geschlossen, um sich auf drittmittelstarke Fächer zu konzentrieren.
Liste aller Fakultäten
Es gibt 14 Fakultäten:
- Fakultät für Biologie
- Fakultät für Chemie
- Fakultät für Erziehungswissenschaft
- Fakultät für Geschichtswissenschaft, Philosophie und Theologie
- Fakultät für Gesundheitswissenschaften
- Fakultät für Linguistik und Literaturwissenschaft
- Fakultät für Mathematik
- Fakultät für Physik
- Fakultät für Psychologie und Sportwissenschaft
- Fakultät für Rechtswissenschaft
- Fakultät für Soziologie
- Fakultät für Wirtschaftswissenschaften
- Medizinische Fakultät OWL mit Universitätsklinikum OWL
- Technische Fakultät

## Zentrale Einrichtungen

### Zentrale wissenschaftliche Einrichtungen
Die Zentralen Wissenschaftlichen Einrichtungen (ZWE) der Universität Bielefeld verfolgen ihre Forschungsthemen interdisziplinär. Sie verbinden jeweils Kompetenzen aus mehreren Fakultäten. Jede der Einrichtungen arbeitet in einem Netzwerk nationaler und internationaler Partnereinrichtungen. Ihre Mitglieder tauschen sich zu Forschungserkenntnissen mit Akteuren in Wissenschaft, Politik, Zivilgesellschaft und Wirtschaft aus.
- Center for Cognitive Interaction Technology (CITEC)[39]

- Centrum für Biotechnologie (CeBiTec)[40]

- Forschungsinstitut für Kognition und Robotik (CoR-Lab)[41]

- Forschungsschwerpunkt Mathematische Modellierung (FSPM²)[42]

- Institut für interdisziplinäre Konflikt- und Gewaltforschung (IKG)[43]

- Institut für Mathematische Wirtschaftsforschung (IMW)[44]

- Interdisziplinäres Zentrum für Geschlechterforschung (IZG)[45]

### Zentrum für interdisziplinäre Forschung (ZiF)
Das Zentrum für interdisziplinäre Forschung (ZiF) ist das Institute for Advanced Studies der Universität Bielefeld. Es bietet Zeit, Raum und Mittel für interdisziplinäre Forschung. Das ZiF ist eine unabhängige, thematisch ungebundene Forschungseinrichtung und steht Wissenschaftlerinnen und Wissenschaftlern aus allen Ländern und Disziplinen offen.
Frei vom akademischen Alltag haben Wissenschaftlerinnen und Wissenschaftler am ZiF die Möglichkeit, gemeinsam mit internationalen Kolleginnen und Kollegen ein interdisziplinäres Projekt zu realisieren.

### Bibliothek

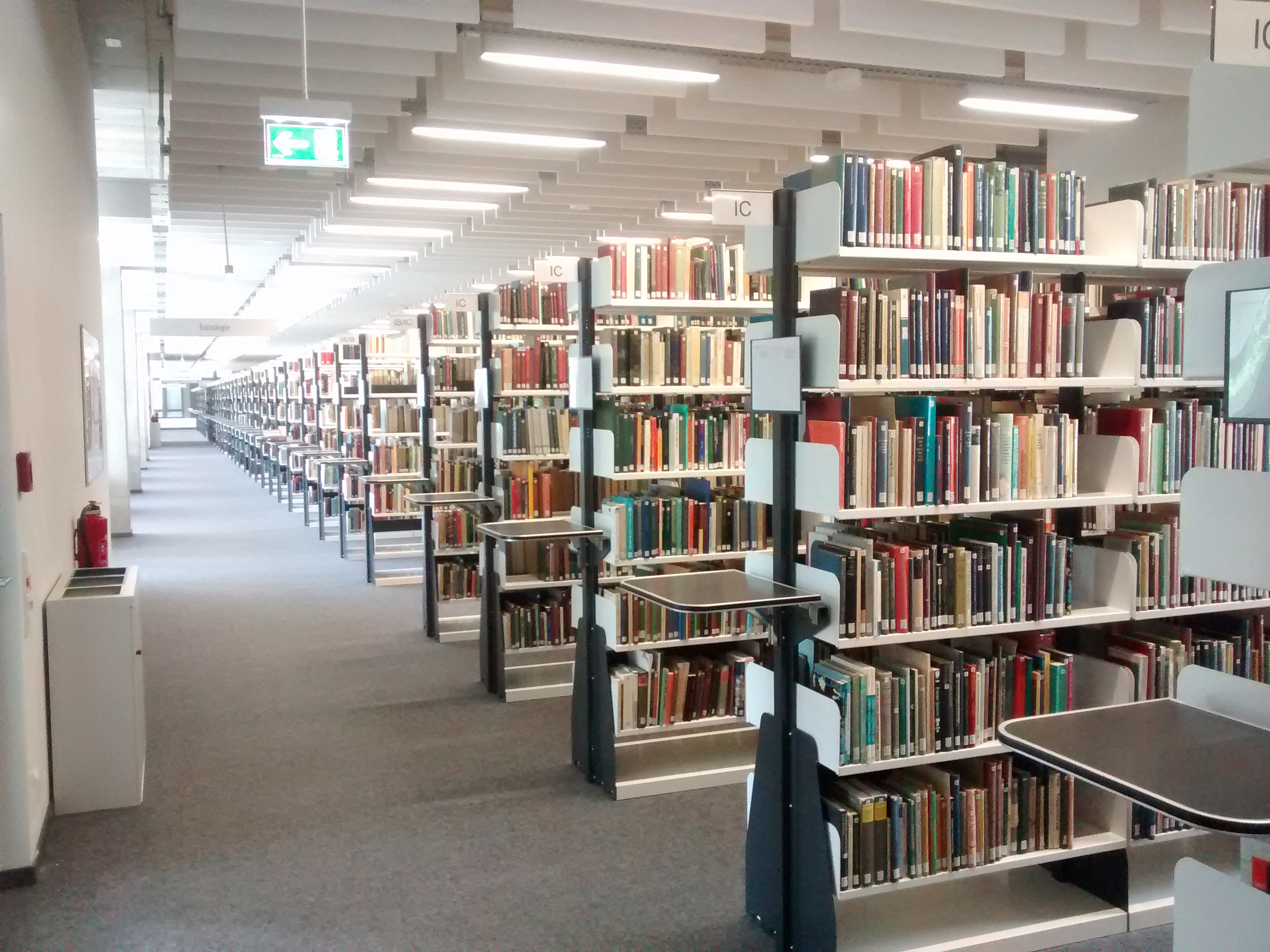
Bibliothek X

Die Universitätsbibliothek befindet sich in der kompletten 1. Etage des Uni-Hauptgebäudes (über alle Gebäudeflügel verteilt) und im Gebäude X. Sie ist mit einem Bestand von weit über 2,1 Millionen Büchern überdurchschnittlich ausgestattet.
2008 wurden in einigen Gebäudekomplexen Asbest gefunden.
Nach einer Sanierung und zahlreichen Raumluftproben wurden die Bibliotheken wieder freigegeben und Beschränkungen der Öffnungszeiten aufgehoben.

### Zentrum für Ästhetik
Seit Juli 2003 besteht das Zentrum für Ästhetik (vorher Ästhetisches Zentrum) an der Universität. Es bildet für die vielfältigen künstlerischen und kulturellen Aktivitäten der Universität einen gemeinsamen institutionellen Rahmen. Es ist zum einen ein Dienstleistungszentrum für das Management einzelner Aufgaben und Projekte, zum anderen ein Forum, in welchem das ästhetische Engagement und die kulturelle Identität der Universität konzeptuell bedacht und weiterentwickelt werden.

### Universitätsarchiv
Das Universitätsarchiv Bielefeld wurde 1996 gegründet, bis 2002 aufgebaut und befindet sich seitdem im Dauerbetrieb. Aufgaben sind unter anderem die Betreuung von Nachlässen, z. B. von Universitätsgründer Helmut Schelsky oder Niklas Luhmann, die Archivierung universitätsgeschichtlicher Sammlungen, wie Druckschriften, biographische Sammlung, Zeitungsausschnitte, Plakate, Flugblätter, Fotos und Filme sowie die Schriftgutverwaltung und die Archivierung von Projekten.

### Weitere zentrale Einrichtungen
- International Office (ehem. AAA)
- Bielefelder IT-Servicezentrum (BITS)
- Zentrum für Lehren und Lernen (ZLL)

### Sonstige zentrale Einrichtungen
Die Universität besitzt noch eine Anzahl weitere kleiner zentraler Einrichtungen, diese sind unter anderem:
- Hertz 87,9, ein eigener Radiosender, welcher rund um die Uhr sendet und in weiten Teilen des Stadtgebietes zu empfangen ist
- ein Internationales Begegnungszentrum (IBZ), welches Unterkünfte für Gastwissenschaftler zur Verfügung stellt
- eine Betriebskita für die Kinder der Beschäftigten der Universität

## Querschnittsthemen

### Internationalisierung
Im Wintersemester 2021/22 waren 2.025 internationale Studierende aus 118 Herkunftsländern an der Universität Bielefeld eingeschrieben. Darüber hinaus forschen derzeit 16 Alexander-von-Humboldt-Stipendiaten an der Universität. Insgesamt 31 Horizon 2020 bzw. Horizon Europe-Projekte werden an der Universität Bielefeld durchgeführt.
Die Universität Bielefeld ist Teil des NEOLAiA Netzwerks, ein Zusammenschluss von neun Hochschuleinrichtungen in verschiedenen europäischen Regionen jenseits der Metropolen (Stand: September 2023). Mit regionalem Fokus strebt NEOLAiA die Schaffung eines offenen und inklusiven Bildungs- und Sozialumfeldes an, das die Chancengerechtigkeit an der Universität und in der europäischen Gesellschaft insgesamt fördert. Mitglieder neben der Universität Bielefeld sind University of Jaén (Spanien), University of Nicosia (Zypern), Örebro University (Schweden), University of Ostrava (Tschechien), Università di Salerno (Italien), “Ștefan cel Mare” University of Suceava (Rumänien), University of Tours (Frankreich) und Šiauliai State University of Applied Sciences (Litauen).
Darüber hinaus betreibt die Universität Bielefeld strategische Partnerschaften mit den Universitäten Université de Paris Cité (Frankreich), Universitá di Bologna (Italien), Osaka University (Japan), Alberta University (Kanada) und Universidad de Guadalajara (Mexiko).

### Gleichstellung
Heute gehört die Universität Bielefeld in bundesweiten Gleichstellungsrankings zur Spitzengruppe. Dreimal in Folge hat die Deutsche Forschungsgemeinschaft sie als „besonders erfolgreich“ bewertet. Seit 2008 erhält sie regelmäßig das Total-E-Quality-Prädikat. Maßnahmen zur Implementierung einer geschlechtergerechten Wissenschafts- und Universitätskultur umfassen die strategische Berufung von weiblichen Professuren, die Steigerung der Quote weiblicher Nachwuchswissenschaftlerinnen, geschlechtergerechte Personalgewinnung und -entwicklung sowie geschlechtergerechte Organisations- und Führungskräfteentwicklung in wissenschaftlichen Berufen und in technischen und Verwaltungsberufen. Daneben bemüht sich die Universität Bielefeld darum, die Quote weiblicher Studierender in den MINT-Fächern auf 50 % zu erhöhen, in denen mehr männliche als weibliche Studierende eingeschrieben sind.

### Diversität
Der „Aktionsplan Diversität für eine diversitätssensible und barrierefreie Universität Bielefeld“, kurz Aktionsplan Diversität dient im Zusammenhang mit der Diversity Policy der Entwicklung und Realisierung einer an die Universität Bielefeld angepassten Diversitätsstrategie. Der Aktionsplan wurde 2020 im Rahmen des Diversity Audits „Vielfalt gestalten“ von der Schwerbehindertenvertretung der Universität Bielefeld entwickelt und wird seitdem mit einer Laufzeit von sieben Jahren fortgesetzt. Die inhaltlichen Schwerpunkte Inklusion und Prävention in Studium und Lehre sind zusätzlich im Umsetzungskonzept des „Zukunftsvertrags Studium und Lehre stärken (ZSL)“ verankert.

### Nachhaltigkeit
Das Thema Nachhaltigkeit ist an der Universität Bielefeld mit dem Prorektorat Wissenschaft und Gesellschaft fest im Rektorat verankert. Ziel ist es, eine Nachhaltigkeitsstrategie unter Beteiligung der Universitätsmitglieder und Gremien zu entwickeln. Dabei soll ein Ansatz verfolgt werden, der die unterschiedlichen Dimensionen von Nachhaltigkeit – Ökologie, Ökonomie, Soziales – in den verschiedenen Bereichen der Universität – Forschung, Studium & Lehre, Betrieb – implementiert.
Das Nachhaltigkeitsleitbild wurde in einem partizipativen Prozess unter Beteiligung aller Statusgruppen der Universitätsmitglieder erarbeitet und im Juli 2023 verabschiedet. Das Nachhaltigkeitsleitbild umfasst langfristige Ziele.

### Wissenschaftliche Karrieren
Die Universität Bielefeld stellt für Wissenschaftlerinnen und Wissenschaftler auf den frühen Karrierestufen ein umfassendes Beratungsangebot zu Promotion und Postdoktorat zur Verfügung. Neben der freien Promotion bieten 13 Promotionsstudiengänge und fünf Graduiertenschulen ein strukturiertes Promotionsprogramm.

## Geschichte

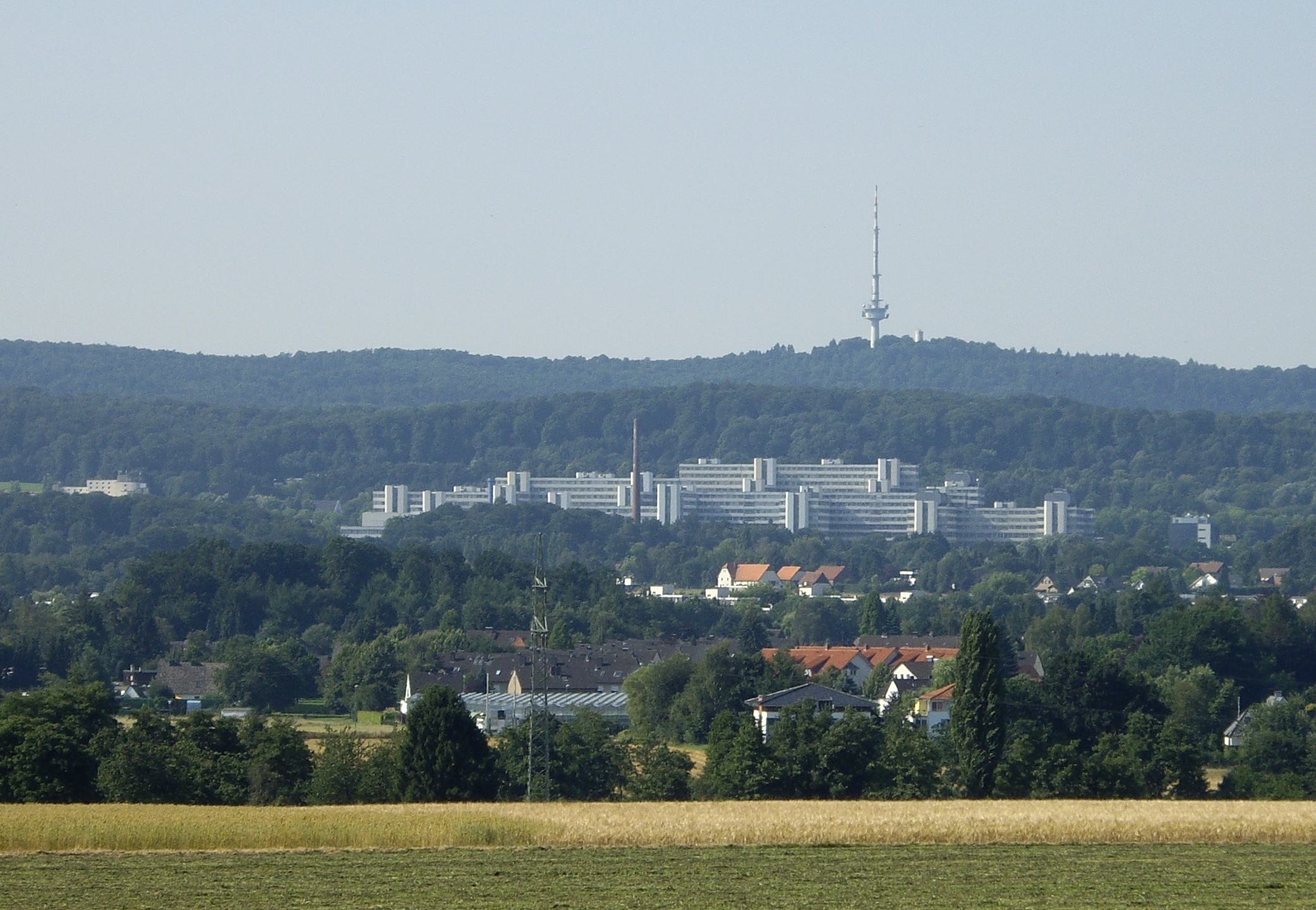
Die Universität Bielefeld liegt am Hang des Teutoburger Waldes.

Der Gründungsausschuss für eine Universität im ostwestfälischen Raum wurde Ende 1965 eingesetzt. Die Universität wurde von dem Soziologen Helmut Schelsky konzipiert und 1969 als sogenannte „Reformuniversität“ gegründet, wobei interdisziplinäres Arbeiten ein erklärtes Ziel war. Das zeigt sich bereits in der Architektur, bei der durch die zentrale Halle alle Fakultäten miteinander auch räumlich verbunden werden. Der Lehrbetrieb begann im November 1969 mit drei Fakultäten – Mathematik, Rechtswissenschaft, Soziologie. Die vormalige, 1946 gegründete Pädagogische Akademie Bielefeld (1962 zur Pädagogischen Hochschule Bielefeld ausgebaut, ab 1965 ein Zweig der Pädagogischen Hochschule Westfalen-Lippe) ging in der Universität Bielefeld auf.
Für den Universitätsbetrieb standen zunächst neu errichtete Gebäude an der Kurt-Schumacher-Straße (nahe Bültmannshof) zur Verfügung, die anschließend von der Hochschule genutzt wurden. Weitere Räumlichkeiten mussten an verschiedenen Stellen im Stadtgebiet angemietet werden.
Bezüglich der endgültigen Bauplanung setzte sich in einem Bauwettbewerb im Mai 1969 und einer anschließenden Überarbeitungsphase der ausgewählten Arbeiten im Sommer 1970 der Entwurf der jungen Berliner Architektengemeinschaft Helmut Herzog, Klaus Köpke, Peter Kulka, Wolf Siepmann und Katte Töpper durch, der in den Augen der Entscheidungsträger von Universität, Stadt und Land die konzeptionellen Vorgaben (interfakultative Zusammenarbeit/Interdisziplinarität, Funktionalität, Flexibilität und Erweiterbarkeit) am besten umsetzte. Das ZIF wurde von den Architekten Stephan Legge und Ursula Legge-Suwelack entworfen und wird der Ära des Brutalismus zugeordnet. Nach vier Jahren Bauzeit wurde im September 1976 mit dem letzten Bauabschnitt das Gesamtgebäude seiner Bestimmung übergeben. Es ist gekennzeichnet durch die konzentrierte Zusammenfassung aller Fakultäten und Einrichtungen in einem baulichen Kontinuum entlang einer zentralen, glasüberdachten Halle. Die zweigeschossige Halle, 1979 mit dem BDA-Preis Nordrhein-Westfalen Im Bereich „Soziale Kommunikation“ ausgezeichnet, ist Haupterschließungsweg und zentrale Kommunikationsachse, Forum und Marktplatz der Universität. Das zunächst für maximal 10.000 Studierende geplante und später von mehr als 20.000 Studierenden genutzte Hauptgebäude, das aufgrund seiner Größe, seines „ästhetischen Minimalismus“, seiner nüchternen Funktionalität und seiner geistigen Verwandtschaft zum modernen Industriebau auch immer wieder Kritik erfuhr, umbaut ca. 1,2 Mio. m³ Raum und weist auf einer überbauten Fläche von ca. 62.000 m² eine Nettonutzfläche von ca. 140.000 m² auf.
Als eine der ersten Universitäten bundesweit stellte die Universität Bielefeld ab dem Wintersemester 2002/2003 den überwiegenden Teil des Studienangebots, einschließlich der Lehrerausbildung, auf das Bachelor- und Mastersystem um. Im Rahmen einer Exzellenzinitiative erhielt die Universität Fördergelder für den Aufbau eines Exzellenzclusters zur Mensch-Maschine-Kommunikation mit dem Titel „Cognitive Interaction Technology“ und einer Graduiertenschule, der „Bielefeld Graduate School in History and Sociology“.
Noch vor einer gesetzlichen Regelung für NRW wurde ab dem 1. Mai 2007 in den Räumen der Universität ein umfassendes Rauchverbot eingeführt.
Jeweils am ersten Mittwoch der Vorlesungszeit fand bis zum Umbau des Universitätsgebäudes jedes Semester im Westend der zentralen Unihalle die größte Studentenparty der Universität mit über 10.000 Gästen statt. Sie wurde von Studenten der Fachschaften für Wirtschaftswissenschaften (Wiwi) organisiert.
Bis 2019 befand sich im Hauptgebäude das Pädagogische Museum, dass ein Klassenzimmer des 19. Jahrhunderts nachstellte.
Anlässlich des 50-jährigen Jubiläums im Jahre 2019 wurde im Rahmen der Feierlichkeiten auch das neue Corporate Design vorgestellt. Damit einhergehend wurde auch ein neues Logo entwickelt, welches symbolhaft die Rolle der Universität Bielefeld in der modernen Forschungslandschaft zum Ausdruck bringt. Innerhalb des bereits weit fortgeschrittenen Erkenntnisstands der heutigen Gesellschaft, macht es sich die Universität Bielefeld zur Aufgabe, letzte noch unbekannte Erkenntnisse zu erforschen. Die fehlende Ecke eines schwarzen Quadrats steht sinnbildlich für diese Auffassung.

## Campus

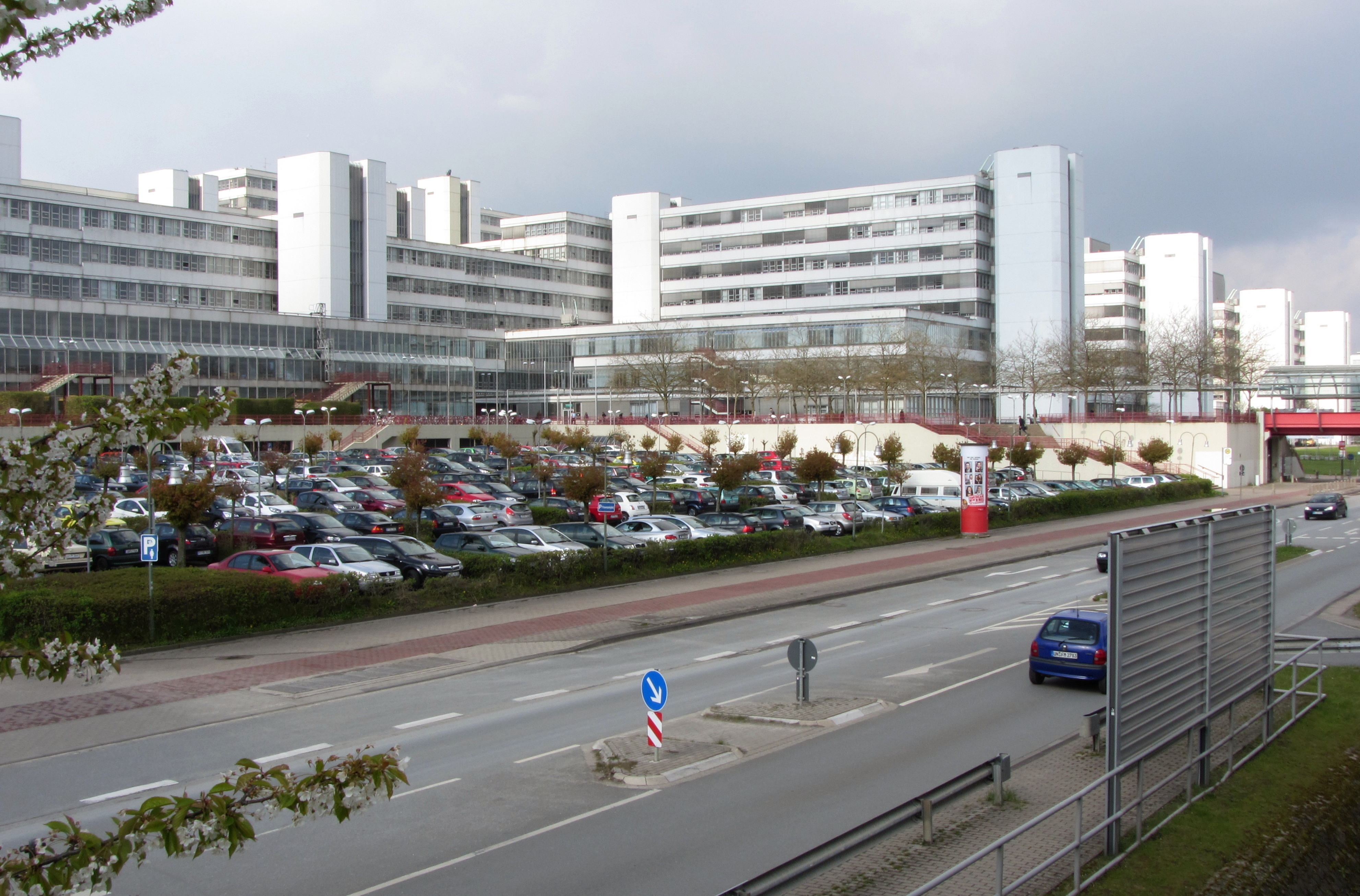
Hauptgebäude

### Lage
Die Universität Bielefeld ist eine deutsche Campus-Universität in Nordrhein-Westfalen und die größte Forschungseinrichtung in der Region Ostwestfalen-Lippe.
Der Universitätscampus liegt im Westen der Stadt zwischen Innenstadt und dem Stadtteil Dornberg. Südlich grenzt der Campus an den Teutoburger Wald. Nördlich der Universität liegt die Hochschule Bielefeld, die sich einen Campus mit der Universität teilt. Der gemeinsame Campus verfügt über zwei Stadtbahn-Haltestellen der Linie 4: Universität und Wellensiek.

### Sanierung und Campusentwicklung

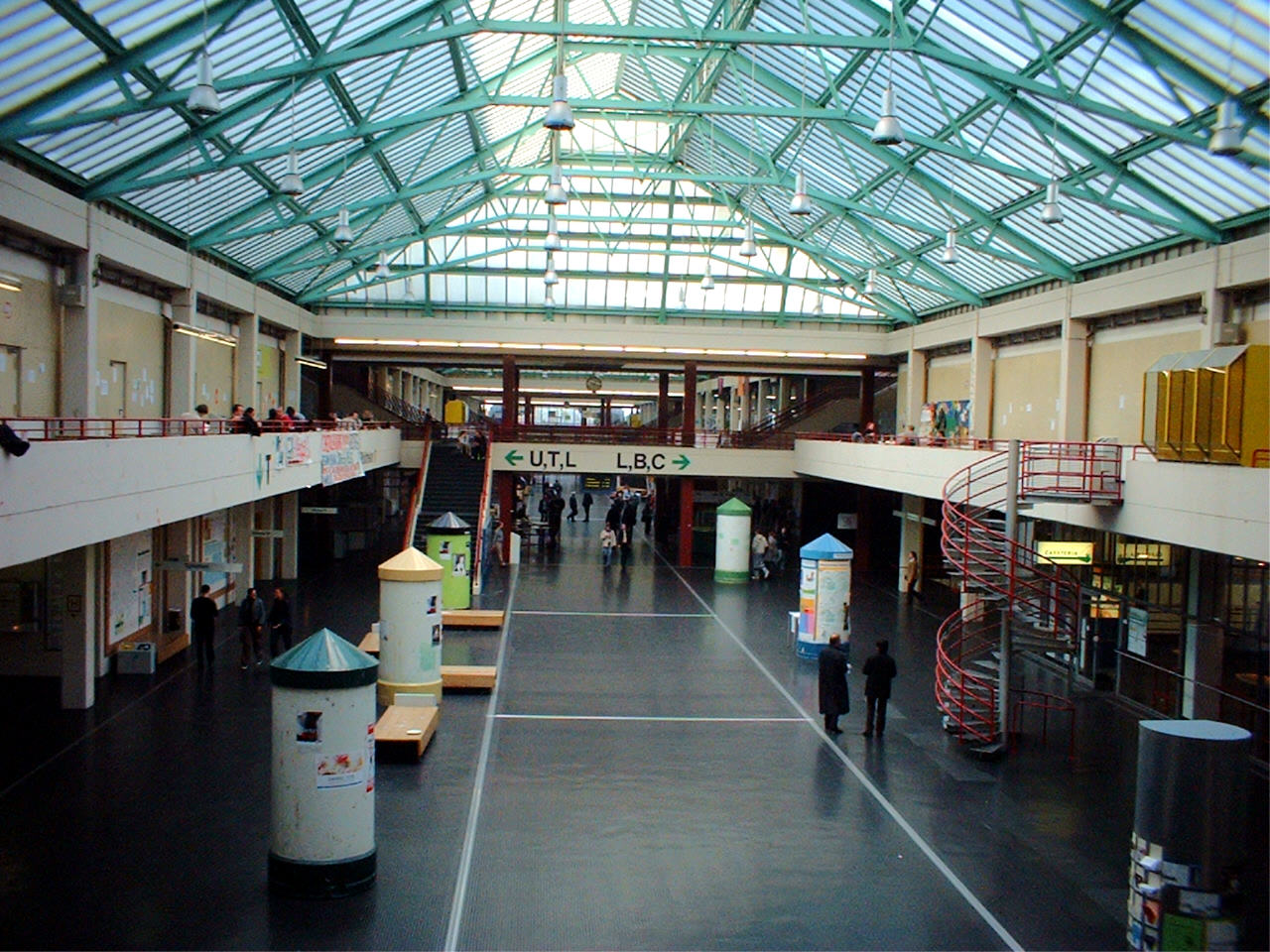
Zentrale Halle im Hauptgebäude (2004)

Das Mitte der 1970er-Jahre erbaute Hauptgebäude der Universität Bielefeld weist einen hohen Modernisierungsbedarf auf. Die Sanierung des Universitätshauptgebäudes erfolgt durch den Bau- und Liegenschaftsbetrieb NRW (BLB NRW) und ist in insgesamt sechs Bauabschnitte aufgeteilt. 2014 startete zunächst die Entkernung des ersten Bauabschnitts, es folgte die Schadstoffentfernung und der anschließende Anbau sowie die Sanierung der entkernten und bereinigten Flächen. Während der Umbauten entstand in der Haupthalle eine „Treppe ins Nichts,“ die manchmal mit Hogwarts aus Harry Potter verglichen wurde. Der erste Bauabschnitt soll 2024 fertiggestellt und anschließend bezogen werden. Die Arbeiten im zweiten Bauabschnitt sollen 2025 beginnen.

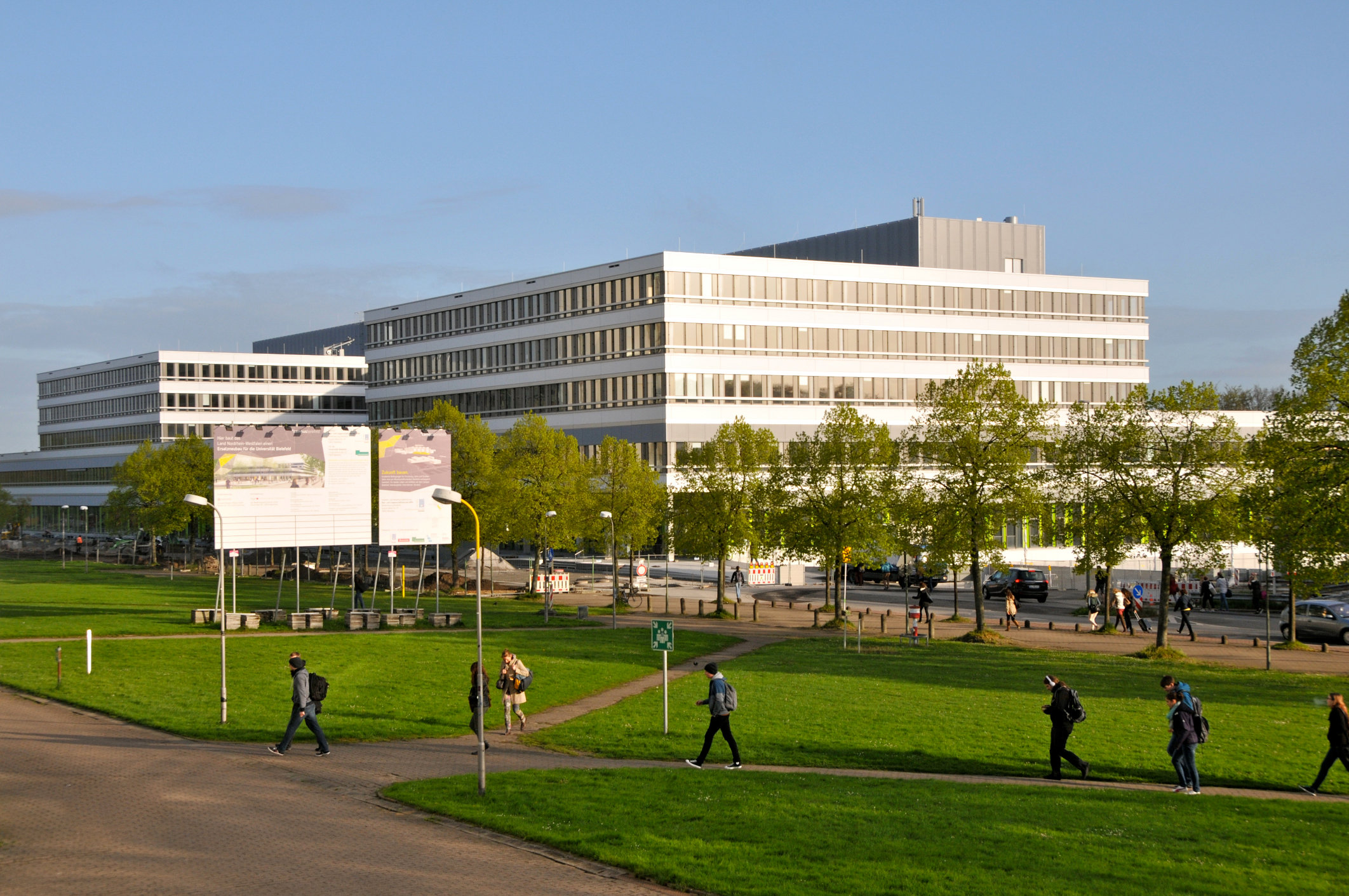
Gebäude X

Als Ausgleichsfläche für die durch Sanierung nicht nutzbaren Flächen wurde im Jahr 2013 zunächst nördlich des Hauptgebäudes das Gebäude X eröffnet. Der Neubau verfügt über eine Mensa, eine Cafeteria, Hörsäle und Seminarräume, Büros sowie Bibliotheken. Die neue Mensa eröffnete offiziell 2014, nach der Schließung der alten Mensa, die sich im Hauptgebäude befand, in der Nähe einer Cafeteria neben dem Haupteingang, die auch 2014 schloss. In den Folgejahren sind mehrere Neu- und Umbauvorhaben hinzugekommen, darunter der Ausbau des Campus Süd u. a. für die 2018 neu gegründete Medizinische Fakultät OWL (R-Gebäude). Im Jahr 2018 schloss die Buchhandlung Luce, die sich im Hauptgebäude befand.

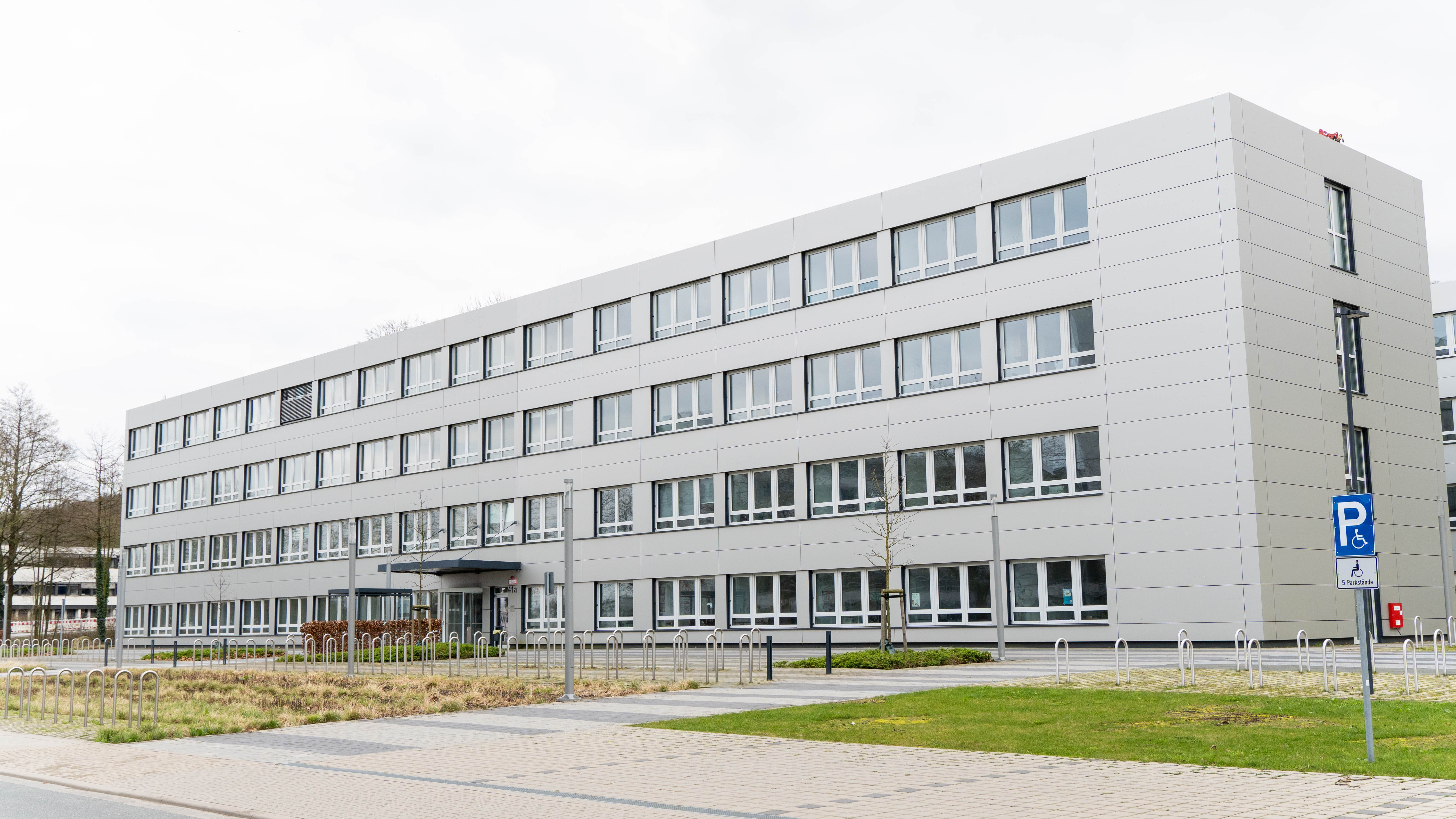
Gebäude Z

Weitere bereits fertiggestellte Neubauten im Zuge der Sanierungsmaßnahmen sind das Gebäude R2 (Nutzung durch die Medizinische Fakultät OWL), das Hörsaal-Gebäude Y sowie das Gebäude Z (Bürogebäude zur Nutzung durch die Fakultät für Erziehungswissenschaft sowie die Medizinische Fakultät OWL). Das Gebäude R1 wurde von der BGW Bielefelder Gesellschaft für Wohnen und Immobiliendienstleistungen mbH gekauft und wird von der Medizinischen Fakultät OWL genutzt.

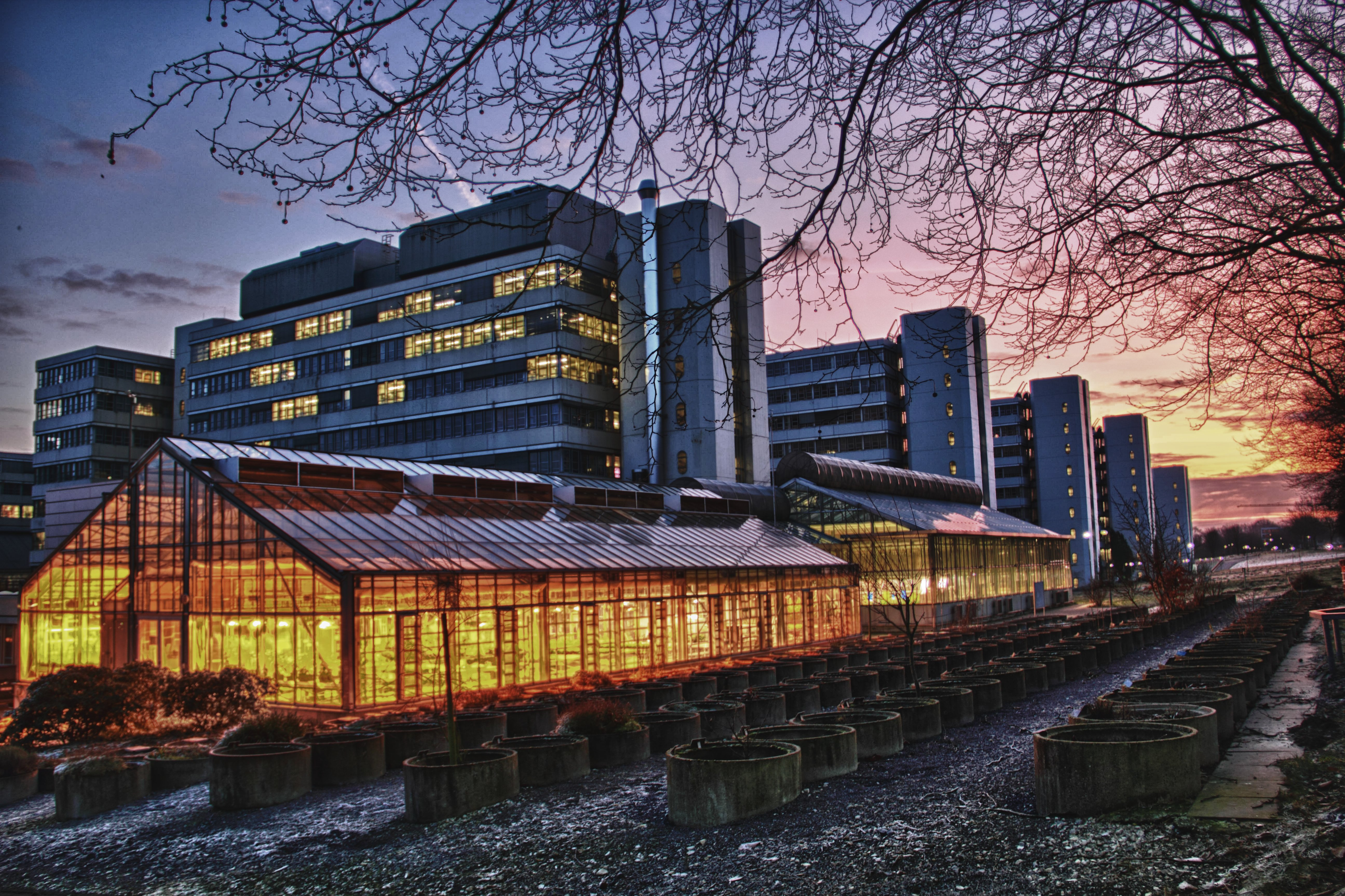
Universität von Südwesten aus gesehen, im Vordergrund Gewächshäuser der Fakultät für Biologie.

Weitere in Planung und zum Teil im Bau befindliche Gebäude sind die Gebäude R4 (Büroflächen für die Medizinische Fakultät OWL), R5 (Gebäude für die medizinische Lehre), R6 (Anatomie-Gebäude der Medizinischen Fakultät OWL) und R7 (Ersatzneubau für die Tierhaltung der Fakultät für Biologie und der Medizinischen Fakultät OWL). Das derzeitige Gebäude für Verhaltensforschung wird zum Gebäude R8 umgebaut für studentisches Arbeiten und Praktika an der Medizinischen Fakultät OWL.

Darüber hinaus errichtet der Bau- und Liegenschaftsbetrieb NRW ein Interimsgebäude für die Bibliothek, das nach Beendigung der Sanierungsmaßnahmen im zweiten Bauabschnitt des Hauptgebäudes wieder rückgebaut werden soll.

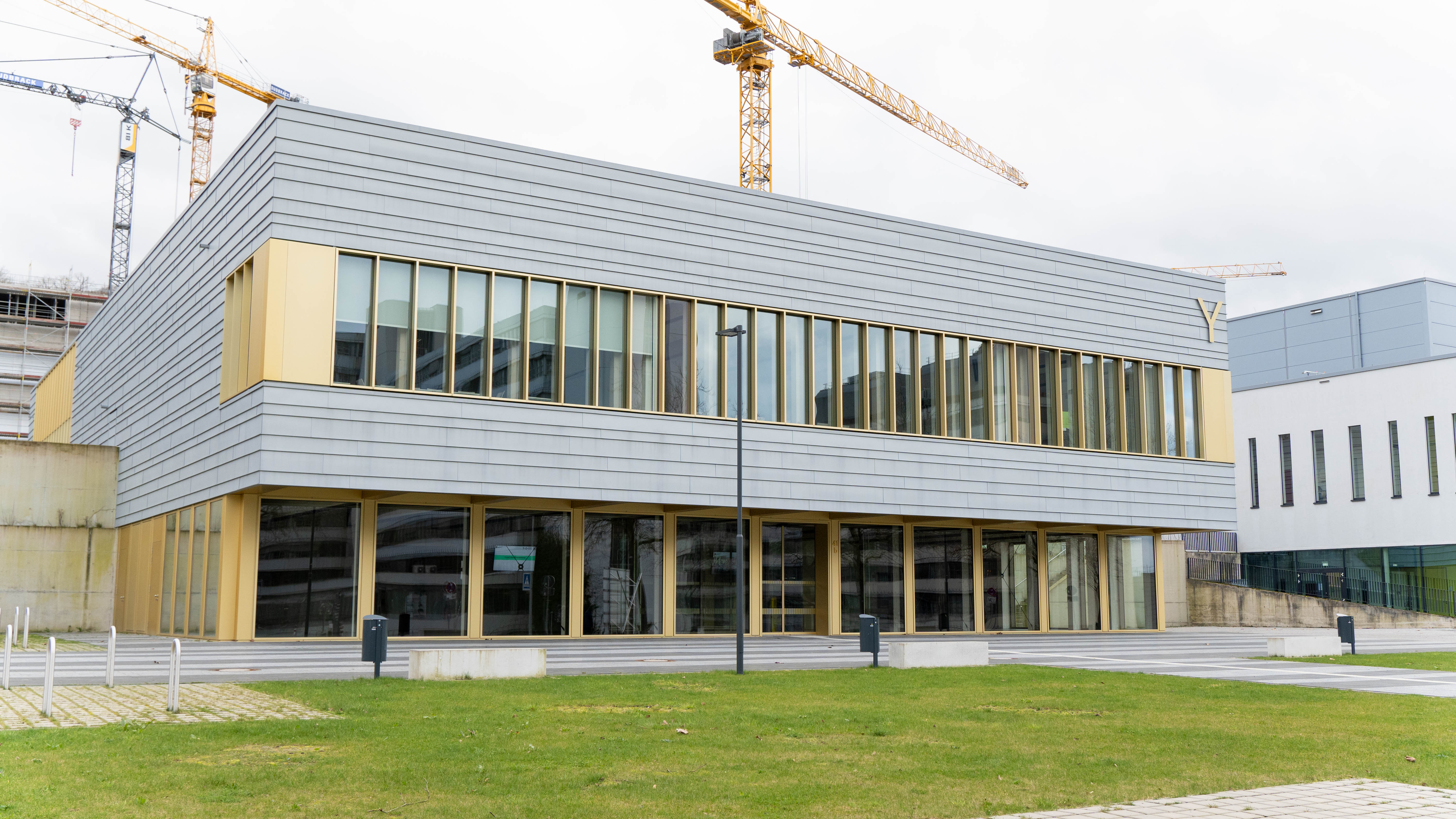
Hörsaal-Gebäude Y

2023 hat die Universität Bielefeld sechs Etagen des sanierten Hochhauses H1 am Kesselbrink (ehemals Telekom-Gebäude) in der Bielefelder Innenstadt bezogen und betreibt dort u. a. psychotherapeutische Forschungs- und Lehrambulanzen. Im Jahr 2025 schloss die West-End Cafeteria an einem Ende des Hauptgebäudes und wurde von einer neuen Cafeteria am anderen Ende des Hauptgebäudes ersetzt. Seit 1997 befindet sich im Hauptgebäude das türkische Restaurant „Univarza“, ursprünglich ein Ableger des Restaurants „Anavarza“, das sich bis 2018 an der Schloßhofstraße befand.

### Architektur
Im Juni 1968 wurde der Bauwettbewerb für die Universität Bielefeld ausgeschrieben. Grundlage sollte das Reformkonzept sein. Das Preisgerichtsurteil setzte am 9. Mai 1969 den kompakten Entwurf der Berliner Architektengemeinschaft mit einem Entwurf der Architekten Klaus Köpke, Wolf Siepmann, Helmut Herzog und Katte Töpper auf den ersten Platz. Beim Siegerentwurf aus Berlin befand das Preisgericht: Aufgrund der extremen Konzentration und der sehr günstigen Verflechtung werde er den Strukturempfehlungen hervorragend gerecht.
Im Juli 1971 startete der Bau des Universitätshauptgebäudes mit den ersten Erschließungsarbeiten. Bis zur Fertigstellung des Gebäudes im Jahr 1976 befand sich somit im Bielefelder Westen eine der größten Baustellen der Bundesrepublik, wo ein Gebäude mit einer Nutzfläche von 140.000 Quadratmetern entstand. Die Planer der Universität gingen davon aus, dass moderne Universitäten aus technologischen, ökonomischen und strukturellen Gründen als „wissenschaftliche Großbetriebe“ geplant werden und dies sich auch in der Baurealisierung widerspiegeln müsse. Ursprünglich war das Gebäude auf 6.500 Studierende ausgerichtet, im Planungsprozess wurden aber die Zielzahlen auf 10.000 korrigiert. Vorherrschender Baustil des Hauptgebäudes ist der Brutalismus[BS1], dessen Kennzeichen die Verwendung von Sichtbeton und der Einsatz simpler geometrischer Formen ist.

### Kunst am Bau: Chilenisches Wandgemälde

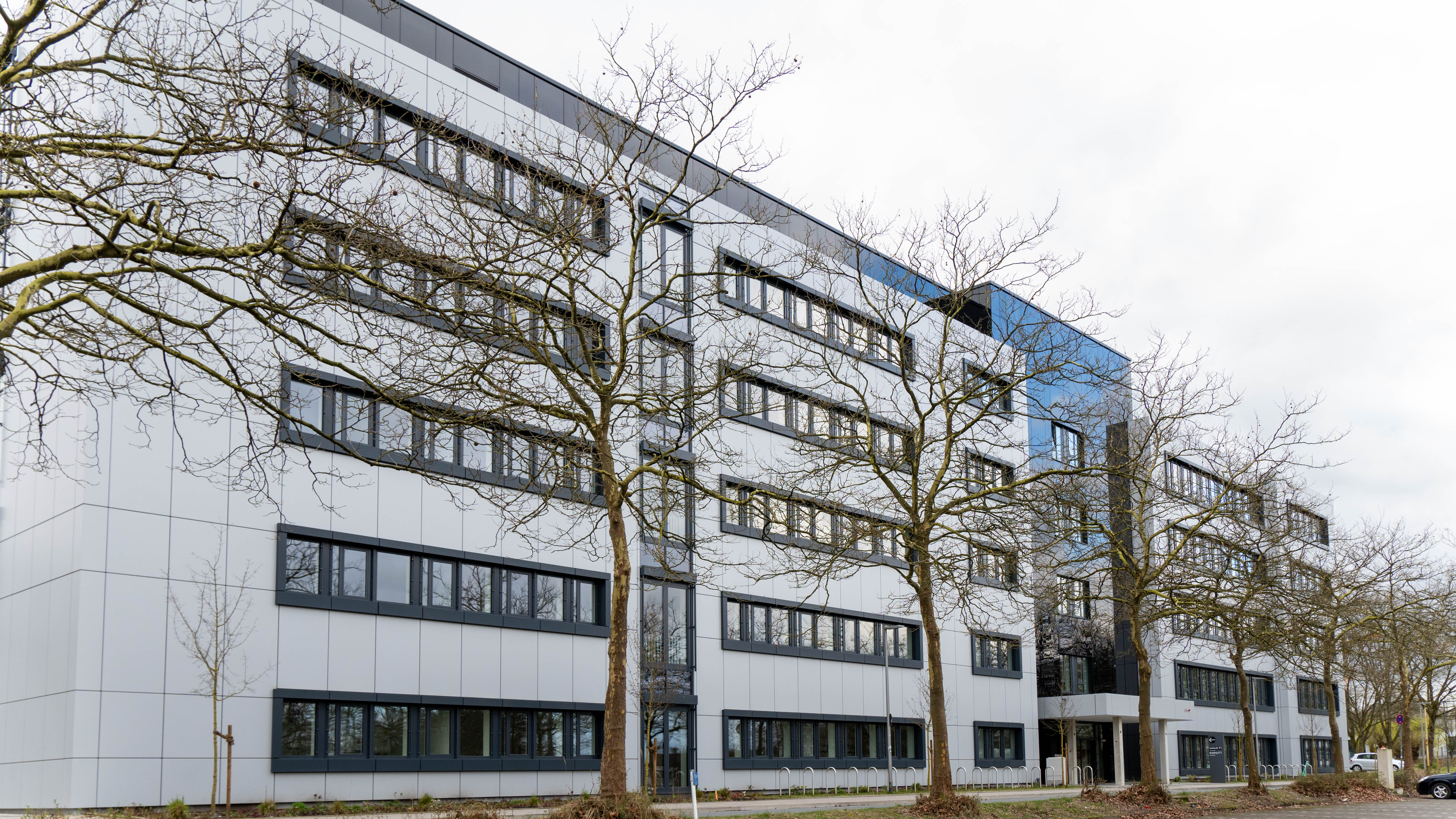
Gebäude R2

Nach dem blutigen Militärputsch Augusto Pinochets in Chile gegen die demokratisch gewählte Volksfrontregierung Salvador Allendes vom 11. September 1973 fanden unter dem Schlagwort „Solidarität mit dem chilenischen Volk“ Diskussionsveranstaltungen, Konzerte und andere Solidaritätsbekundungen in der Universität Bielefeld statt. Die als Informationswand vorgesehene Stirnwand des Audimax in der Universitätshalle des gerade fertiggestellten Hauptgebäudes wurde in 14 Stunden konspirativ mit dem monumentalen Bild in der Tradition des lateinamerikanischen Muralismo versehen. Vorbereitet hatte die Aktion der Bielefelder AStA. Die wandbreite Unterschrift des Murals lautet: „11. September 1973. Faschistischer Putsch: Leid, Kampf, Terror ~ Das Volk kämpft: Widerstand, Kampf, Es bildet sich die Antifaschistische Front, Die Arbeiterklasse: Motor dieser Einheit ~ Die Zukunft wird unser sein: Chile wird siegen!“
Allgemein wurde das Mehr an Farbe in der ansonsten tristen Halle gelobt, die Universitätsleitung aber kritisierte das unrechtmäßige Zustandekommen des Wandbilds und löste damit eine kontroverse Diskussion in den Gremien der Universität aus. Die Lösung dieses Konfliktes ist ein Beispiel für die konstruktive Kommunikationskultur der unterschiedlichen universitären Gruppen und die politische Kultur an der zum damaligen Zeitpunkt gerade erst gegründeten und fertiggestellten „Reformuniversität Bielefeld“. Einhellig vertrat der Senat der Universität die Ansicht, dass das Bild bestehen bleiben solle und damit zum Ausdruck gebracht werde, dass „an der Universität Bielefeld die stillschweigende Duldung des Faschismus keinen Platz“ habe.
Nachdem Universitätsleitung und der Bau- und Liegenschaftsbetrieb NRW den Erhalt des Bildes bei der nahenden Modernisierung des Universitätshauptgebäudes beschlossen hatten, veranlassten Hinweise aus der Bevölkerung die Denkmalbehörden dazu, über eine Unterdenkmalschutzstellung des Mural nachzudenken. Dabei stellte sich heraus, dass das Bielefelder Chile-Wandbild nach Kenntnisstand der Bezirksregierung das einzige Mural dieser Thematik in Deutschland ist, das sich noch an seinem ursprünglichen Entstehungsort befindet. Das Mural wurde am 3. August 2015 in die Denkmalliste der Stadt Bielefeld eingetragen.

Im Zuge der Sanierung der Universität wurde das Wandgemälde zum Schutz vor Schäden abgedeckt und wird erst nach Beendigung des ersten Bauabschnitts wieder enthüllt.

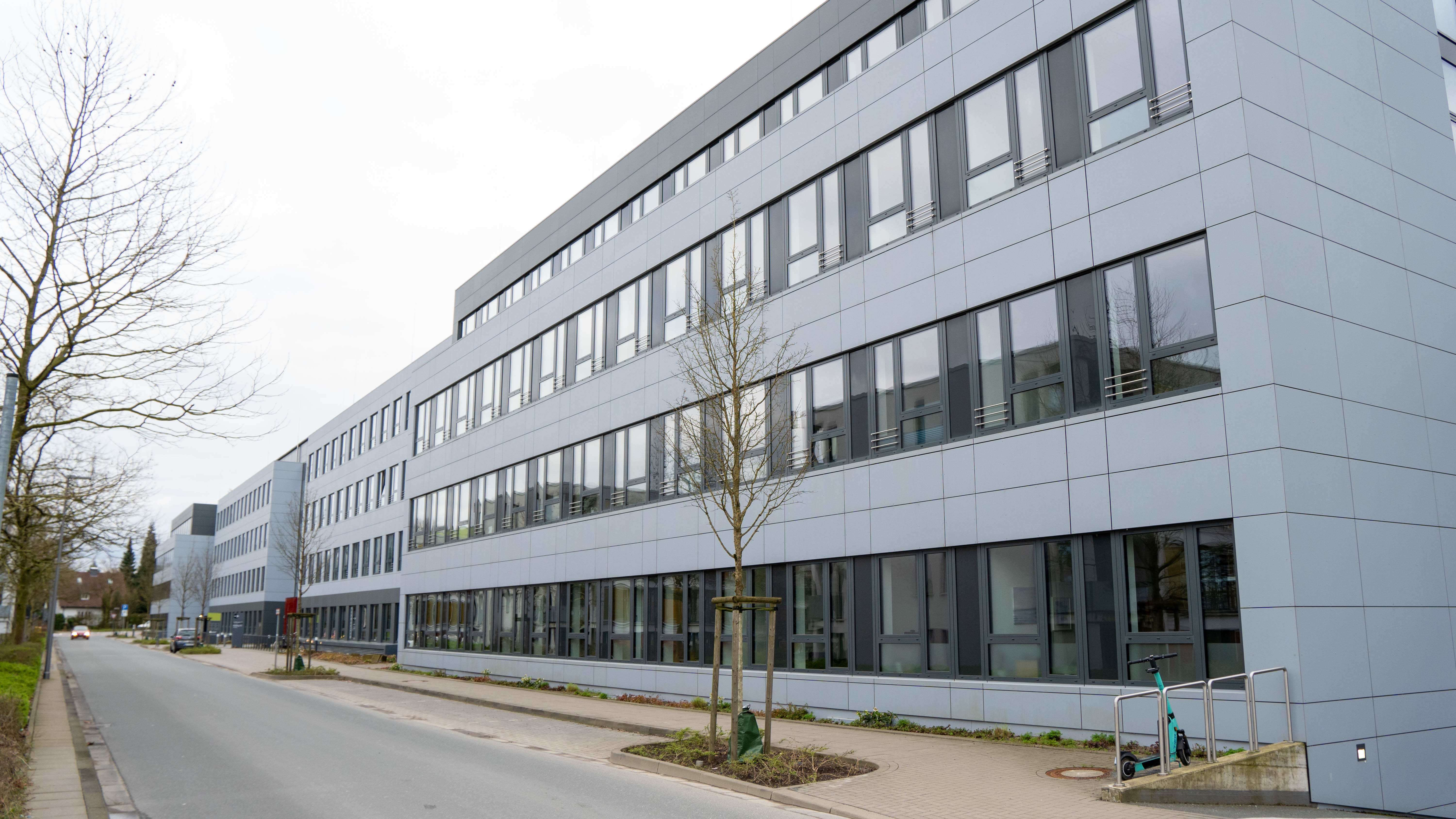
Gebäude R1

## Universitätsförderung

### Universitätsgesellschaft Bielefeld
Gegründet im Jahr 1965 auf Initiative des Bielefelder Oberbürgermeisters Hinnendahl konstituierte sich ein Arbeitsausschuss zur Bildung einer Gesellschaft der Freunde und Förderer einer westfälisch-lippischen Universität, dem in erster Linie Vertreter aus Politik und Wirtschaft Minden-Ravensbergs angehörten. Heute hat die Universitätsgesellschaft Bielefeld (UGBI) über 600 Mitglieder aus Wissenschaft und Wirtschaft, Politik und Verwaltung. Auch zahlreiche Unternehmen, Kommunen und Verbände sind Mitglieder.
Ziele der UGBI sind:
- Die Universität Bielefeld unterstützen, indem die UGBI ideell und finanziell Brücken baut zwischen Universität und Bevölkerung sowie Verbindungen stärkt zwischen Universität und Wirtschaft.
- Das Engagement für die Diskussion und den Austausch über Wissenschaft in der Region durch die Förderung von Lehre und Forschung, Dialogveranstaltungen, kulturellen Angeboten sowie der Internationalisierung.

Die Universitätsgesellschaft lobt folgende jährliche Wettbewerbe aus:
- Preis für gute Lehre (Karl Peter Grotemeyer-Preis)
- Dissertationspreise in allen Fakultäten
- Jörg Schwarzbich Inventor Award für herausragende Erfindungen

### Absolventen-Netzwerk der Universität Bielefeld e. V.
Im Jahr 1996 wurde das Absolventen-Netzwerk der Universität Bielefeld gegründet. Ziel ist es, die Bindung zwischen der Universität und ihren Ehemaligen aufrechtzuerhalten. Absolventen werden mit Informationen rund um die Uni versorgt, pflegen Kontakt zu anderen Ehemaligen und sich mit ihnen über ihre beruflichen Erfahrungen austauschen können. Auch Studierende sollten vom Verein profitieren, indem sie beispielsweise Ansprechpersonen finden könnten, um sich beruflich zu orientieren.
Im Jahr 2022 vergab das Absolventen-Netzwerk erstmalig den Preis „Enagagiert Studiert“ für ehrenamtliches Engagement Studierender an der Universität Bielefeld. Ausgezeichnet wurden:
- die Studierendeninitiative ROCK YOUR LIFE! Bielefeld e. V., die sich für Bildungsgerechtigkeit und Chancengleichheit für Kinder aus nicht-Akademikerfamilien einsetzt

- die Studentin Lea Hildermeier für ihr Engagement bei LiLi Goes Mental, einer Hochschulgruppe, die sich für die Destigmatisierung mentaler Gesundheit einsetzt

- die Studierendeninitiative btS – Life Sciences Studierendeninitiative e. V., die sich für Studierende der Life Sciences und für den Fortschritt der Wissenschaft einsetzt.

Die Auszeichnung Engagiert Studiert wird seit 2022 regelmäßig vergeben.
Darüber hinaus veröffentlicht das Absolventen-Netzwerk zweimal jährlich das Printmagazin NACHSCHLAG, das an die Mitglieder des Vereins verschickt wird.

## Wissenschaftliche Zeitschriften
Wissenschaftliche Zeitschriften, die unter Mitwirkung der Universität Bielefeld herausgegeben wurden:
- Zeitschrift für Soziologie (ZfS)
- Neue Praxis
- International Journal of Conflict and Violence
- Zeitschrift für Kunstgeschichte

## Personen

### Rektoren
| Amtszeit  | Name                     | Fachbereich/Fakultät                 |
| --------- | ------------------------ | ------------------------------------ |
| 1969–1970 | Ernst-Joachim Mestmäcker | Rechtswissenschaft                   |
| 1970–1992 | Karl Peter Grotemeyer    | Mathematik                           |
| 1992–1996 | Helmut Skowronek         | Psychologie und Sportwissenschaft    |
| 1996–2001 | Gert Rickheit            | Linguistik und Literaturwissenschaft |
| 2001–2009 | Dieter Timmermann        | Pädagogik                            |
| 2009–2023 | Gerhard Sagerer          | Informatik                           |
| seit 2023 | Angelika Epple           | Geschichtswissenschaft               |

### Leibniz-Preisträger
Der Gottfried-Wilhelm-Leibniz-Preis ist der international höchstdotierte wissenschaftliche Förderpreis und wird seit 1985 jährlich von der Deutschen Forschungsgemeinschaft an in Deutschland arbeitende Wissenschaftler verliehen. Insgesamt wurden acht Wissenschaftler der Universität Bielefeld mit diesem Preis ausgezeichnet:
| Jahr | Name                             | Forschungsgebiet               | Anmerkung |
| ---- | -------------------------------- | ------------------------------ | --- |
| 1992 | Thomas Zink                      | Mathematik                     | gemeinsam mit Christopher Deninger (Universität Münster) Michael Rapoport (Universität Wuppertal) Peter Schneider (Universität zu Köln) |
| 1994 | Adrienne Héritier, Helmut Willke | Soziologie/Politikwissenschaft | |
| 1998 | Ute Frevert                      | Neuere Geschichte              | |
| 2000 | Gertrude Lübbe-Wolff             | Öffentliches Recht             | |
| 2001 | Helge Ritter                     | Neuroinformatik                | |
| 2007 | Bernhard Jussen                  | Mittelalterliche Geschichte    | |
| 2008 | Martin Carrier                   | Wissenschaftsphilosophie       | |

### Ehrensenatoren
Die Ehrensenatoren der Universität Bielefeld sind:
- 1983 Eberhard Freiherr von Medem (1913–1993), Ministerialdirigent a. D. im Kultusministerium, Mitglied des Gründungsausschusses der Universität
- 1983 Ernst-Joachim Mestmäcker (1926–2024), Rechtswissenschaftler, Mitglied des Gründungsausschusses der Universität und Gründungsrektor
- 1983 Paul Mikat (1924–2011), Rechtswissenschaftler, Kultusminister NRW und Vorsitzender des Gründungsausschusses der Universität
- 1983 Helmut Schelsky (1912–1984), Soziologe, „Planer“ der Universität und Mitglied des Gründungsausschusses der Universität
- 1989 Eberhard Firnhaber (1927–2022), Mitglied des Gründungsausschusses und Kanzler der Universität[106]
- 1989 Hartmut von Hentig (* 1925), Pädagoge und Publizist
- 1989 Reinhart Koselleck (1923–2006), Historiker und Mitglied des Gründungsausschusses der Universität
- 1989 Werner Maihofer (1918–2009), Rechtswissenschaftler, Politiker und Bundesminister
- 1992 Karl Peter Grotemeyer (1927–2007), Mathematiker, Rektor der Universität
- 1994 Dietrich Storbeck (1927–1997), Soziologe
- 1994 Erich Christian Schröder (1925–2013), Philosoph
- 1996 Niklas Luhmann (1927–1998), Soziologe
- 1998 Johannes Rau (1931–2006), Wissenschaftsminister und Ministerpräsident NRW, Bundespräsident
- 2004 Hans-Ulrich Wehler (1931–2014), Historiker
- 2009 Franz-Xaver Kaufmann (1932–2024), Soziologe
- 2017 Katharina Kohse-Höinghaus (* 1951), Chemikerin
- 2020 Alfred Pühler (* 1940), Biologe

### Ehrenpromotionen
Ehrenpromotionen der Universität Bielefeld wurden verliehen an:
- 1977 Hans Rosenberg, Geschichtswissenschaftler
- 1979 Albert Cotton, Chemiker
- 1980 Norbert Elias, Soziologe
- 1982 Hans Petersson, Mathematiker
- 1983 Clive M. Schmitthoff, Jurist
- 1983 Karl-Heinz Wortmann, Jurist
- 1983 Klaus Conrads, Biologe
- 1985 Karl-Heinz Büchel, Chemiker
- 1985 Manfred Eigen, Chemiker
- 1986 Katharina Heinroth, Biologin
- 1987 Horst Rollnik, Physiker
- 1988 Gerardo Marotta, Philosoph
- 1988 Harald Weinrich, Linguist
- 1988 Luigi Vittorio Graf Ferraris, Jurist
- 1989 Reinhard Selten, Wirtschaftswissenschaftler
- 1990 Heinz Palm, Jurist
- 1990 Chaim Seeligmann, Pädagoge
- 1991 Klaus Ruedenberg, Chemiker
- 1991 Horst Albach, Wirtschaftswissenschaftler
- 1992 Herbert W. Roesky, Chemiker
- 1992 Bernard Weiner, Psychologe
- 1992 Günter Cramer, Pädagoge
- 1993 Johannes Eulering, Psychologie und Sportwissenschaft
- 1994 Gerhard A. Ritter, Historiker
- 1994 Eugen Stahlhacke, Jurist
- 1994 Alfred Sengle, Jurist
- 1998 Paul Wolters, Gesundheitswissenschaftler
- 1998 Jean-Marie Lehn, Chemiker
- 1998 Annemarie von der Groeben, Pädagogin
- 1998 Dieter Ahlers, Jurist
- 1999 Wieslaw Karolak, Kunsttherapeut
- 1999 Gregori Alexandrowitsch Margulis, Mathematiker
- 1999 Ernst-Wolfgang Böckenförde, Jurist
- 1999 Jochen Abraham Frowein, Jurist
- 2000 Edmond Malinvaud, Wirtschaftswissenschaftler
- 2000 Helmut Schnelle, Sprachwissenschaftler
- 2001 Friederike Mayröcker, Schriftstellerin
- 2001 Harold Kroto, Chemiker
- 2003 Paul Wühr, Schriftsteller
- 2003 Stanisław Lem, Schriftsteller
- 2004 Leonid Hurwicz, Wirtschaftswissenschaftler
- 2005 Rembert Brieske, Jurist
- 2006 Michael Krüger, Schriftsteller
- 2006 John W. Meyer, Soziologe
- 2009 Werner Maihofer, Jurist, Bundesminister a. D.
- 2009 Ernst-Joachim Mestmäcker, Jurist
- 2009 Harm Peter Westermann, Jurist
- 2010 Sigrid Löffler, Publizistin
- 2011 Heinrich Niemann, Informatiker
- 2011 Martha C. Nussbaum, Philosophin
- 2011 Nicholas B. Davies, Biologe
- 2011 Wolfgang Wiltschko, Biologe
- 2014 Hans-Jürgen Simm, Jurist
- 2015 Robert Moody, Mathematiker
- 2015 Idun Reiten, Mathematikerin
- 2018 Claire Kramsch, Germanistin
- 2018 Wolfgang Prinz, Psychologe
- 2019 Dieter Grimm, Jurist
- 2019 Krzysztof Redlich, Physiker
- 2022 Jan Wagner, Schriftsteller
- 2024 Edith Kindermann, Anwältin

### Ehrenbürger
Ehrenbürger der Universität Bielefeld sind:
- 1985 Ernst Graumann (1913–1991), Regierungspräsident des Regierungsbezirks Detmold und Vorsitzender der Westfälisch-Lippischen Universitätsgesellschaft
- 1985 Herbert Hinnendahl (1914–1993), Oberbürgermeister der Stadt Bielefeld und Vorsitzender der Westfälisch-Lippischen Universitätsgesellschaft
- 1985 Heinz-Robert Kuhn (1909–1998), Oberstadtdirektor der Stadt Bielefeld
- 1996 Harro Heim (1919–2016), Direktor der Universitätsbibliothek Bielefeld
- 1996 Gerd Seidensticker (1931–2017), Leiter des Unternehmens Seidensticker und Vorsitzender der Westfälisch-Lippischen Universitätsgesellschaft
- 2000 Karen Leffers (* 1935), Mitbegründerin und Ehrenvorsitzende des Vereins zur Förderung ausländischer Studierender in Bielefeld,[109] Mitglied des Kuratoriums der Westfälisch-Lippischen Universitätsgesellschaft
- 2000 Walter Stich (1930–2020), Regierungspräsident des Regierungsbezirks Detmold und Vorsitzender des Kuratoriums der Westfälisch-Lippischen Universitätsgesellschaft
- 2005 Helmut Steiner (1928–2023), Geschäftsführendes Vorstandsmitglied und Schatzmeister der Westfälisch-Lippischen Universitätsgesellschaft, Lehrbeauftragter und Honorarprofessor an der Universität Bielefeld
- 2017 Ortwin Goldbeck (* 1939), Vorsitzender der Westfälisch-Lippischen Universitätsgesellschaft

### Ehrenmedaille
Träger der Ehrenmedaille der Universität Bielefeld sind:
- 2017 Michael Hoyer, Leiter des Hochschul-/Universitätsorchesters

### Ehrennadel
Träger der Ehrennadel der Universität Bielefeld sind:
- 2017 Johanna Soufi, Vorsitzende des Personalrats der Universität Bielefeld
- 2024 Fred G. Becker, Wirtschaftswissenschaftler

## Kultur und Veranstaltungen

### Finnbahn-Meeting
Ab 1982 fand jährlich am letzten Mittwoch im Mai auf einer eigens für diesen Zweck angelegten Finnbahn ein Staffellaufwettbewerb von Angehörigen der universitären Einrichtungen statt. Bei diesem im Rahmen des Lehrprogramms der Sportwissenschaften organisierten Wettbewerb treten etwa 35 Zehnerteams über eine Distanz von 10 km gegeneinander an. Das Finnbahn-Meeting findet seit 2017 nicht mehr statt, da die Finnbahn der Universität Bielefeld im Rahmen der Ausbauarbeiten des Campus Süd weichen musste.

### Jura Slam
Der Bielefelder Vorentscheid des Jura-Slams des Deutschen Anwaltsverein wurde in der Vergangenheit in Kooperation mit der Fachschaft Jura der Universität durchgeführt, so z. B. im Jahr 2025 im Audimax der Universität.

### Nacht der Klänge
Regelmäßig im Juni findet seit 2004, zunächst jedes Jahr, seit 2014 alle zwei Jahre, die Nacht der Klänge statt, bei der über das ganze Unigebäude verteilt (vom Schwimmbad bis zur Mensa, vom Keller bis zum 10. Stock) musikalische Gruppierungen der unterschiedlichsten Art auftreten. Etwa 500 Mitwirkende bieten 10.000 Besuchern ihre Künste dar.

### Hörsaal-Slam
Etwa in der Mitte eines jeden Semesters findet der Bielefelder Hörsaal-Slam statt. Zu dieser Veranstaltung aus dem Bereich der Slam-Poetry locken regelmäßig acht überregional tätige und bekannte Künstler bis zu 1.300 Gäste in das AudiMax. Die Organisation und Finanzierung des Hörsaal-Slams teilen sich dabei das Ästhetische Zentrum und Campus TV, sowie die Studenten der Dachfachschaft (vereinigte Fachschaften) der Fakultät für Linguistik und Literaturwissenschaft.

### Campus Festival
Seit 2015 fand auf der Grünfläche zwischen Universitätshauptgebäude und Gebäude X jährlich im Sommersemester das Campus Festival statt, das als gemeinsames Kooperationsprojekt von der Eventagentur Vibra, der Bielefeld Marketing GmbH, der Universität Bielefeld und der Hochschule Bielefeld umgesetzt wurde.

### English Drama Group
Seit 1976 führt die Gruppe regelmäßig Theaterstücke in englischer Sprache auf.

## Verkehrsanbindung

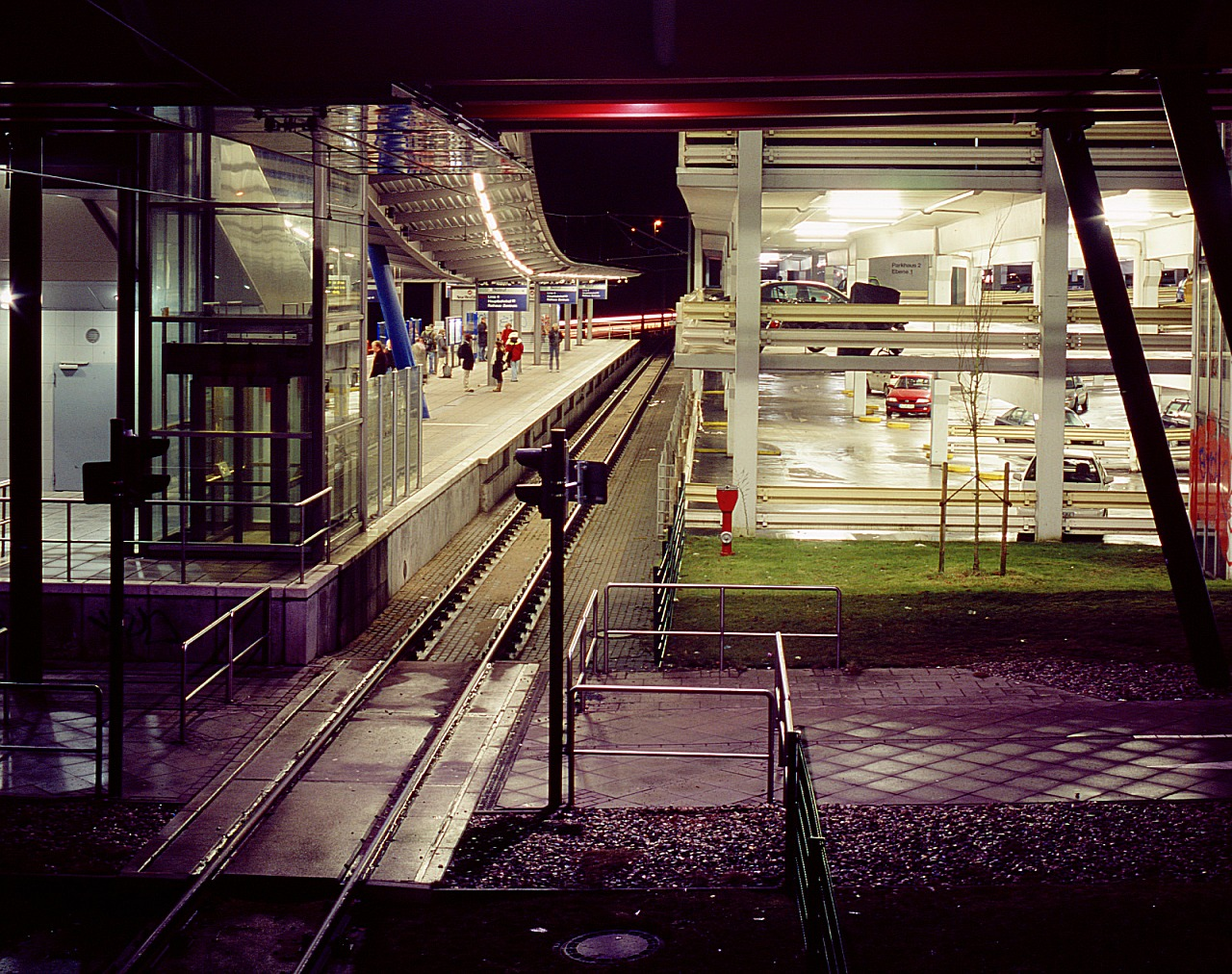
Stadtbahnhaltestelle „Universität“ mit Parkhaus bei Nacht

Die Universität ist seit dem Jahr 2000 aus der Innenstadt mit der Linie 4 der Stadtbahn erreichbar:
Lohmannshof – Universität – U Hauptbahnhof – U Jahnplatz – Rathaus – Stieghorst Zentrum.
Die Stadtbuslinie 31 bedient die Ortsteile Gellershagen und Schildesche. In Babenhausen Süd (Stadtbahn) bestehen Anschlüsse in Richtung Jöllenbeck, Enger und Spenge. An der Wertherstraße (kurzer Fußweg) verkehren die Regionalbuslinien 21 und 62 nach Werther und Borgholzhausen. Außerdem besteht mit der Nachtbuslinie N1 Anschluss an das Nacht- und Frühverkehrsnetz (sonntags bis 8.30 Uhr).

## Logo

Bis 2008
2008 bis 2019
Seit 2019